# Elstertrebnitz
Elstertrebnitz ist eine südwestlich von Leipzig und Pegau, westlich von Borna, nordöstlich von Zeitz und östlich von Weißenfels gelegene Gemeinde in Sachsen. Verwaltet wird die Gemeinde seit 2002 durch die Verwaltungsgemeinschaft Pegau. Elstertrebnitz ist geprägt durch seine agrarwirtschaftlich genutzten Flächen und seine Nähe zur Leipziger Seenlandschaft. Die an Sachsen-Anhalt grenzende Gemeinde zählt zu den längsten Straßendörfern des Freistaates. Die Geschichte des Ortes erstreckt sich über 950 Jahre.

## Geographie

### Geographische Lage

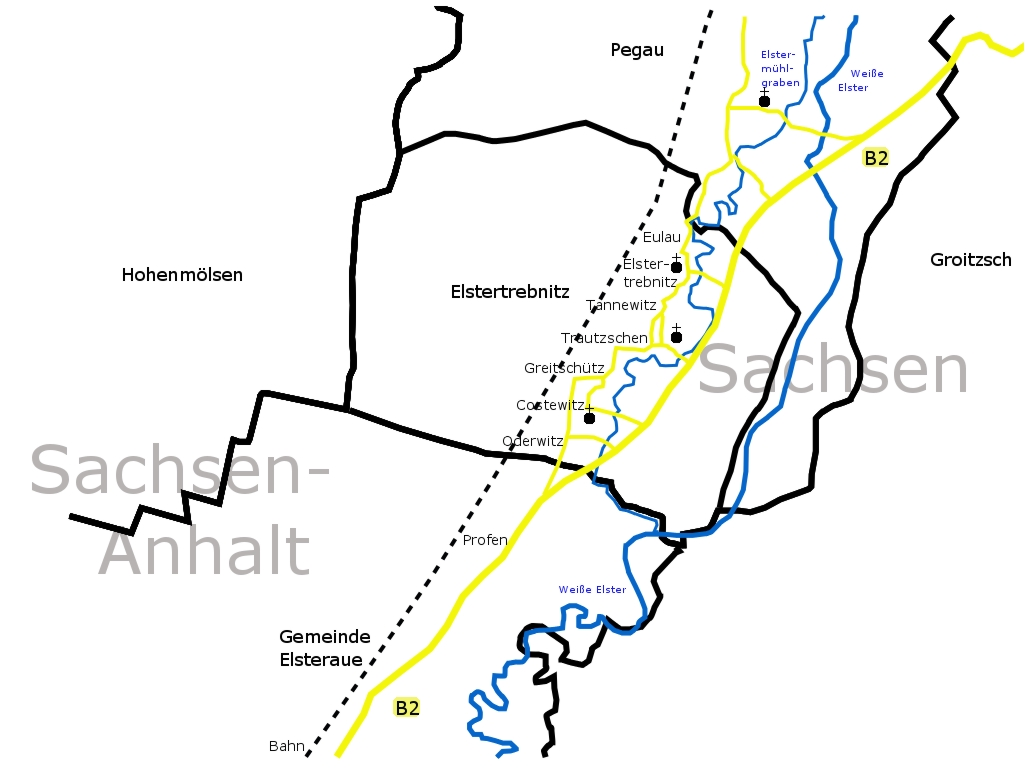
Karte von Elstertrebnitz

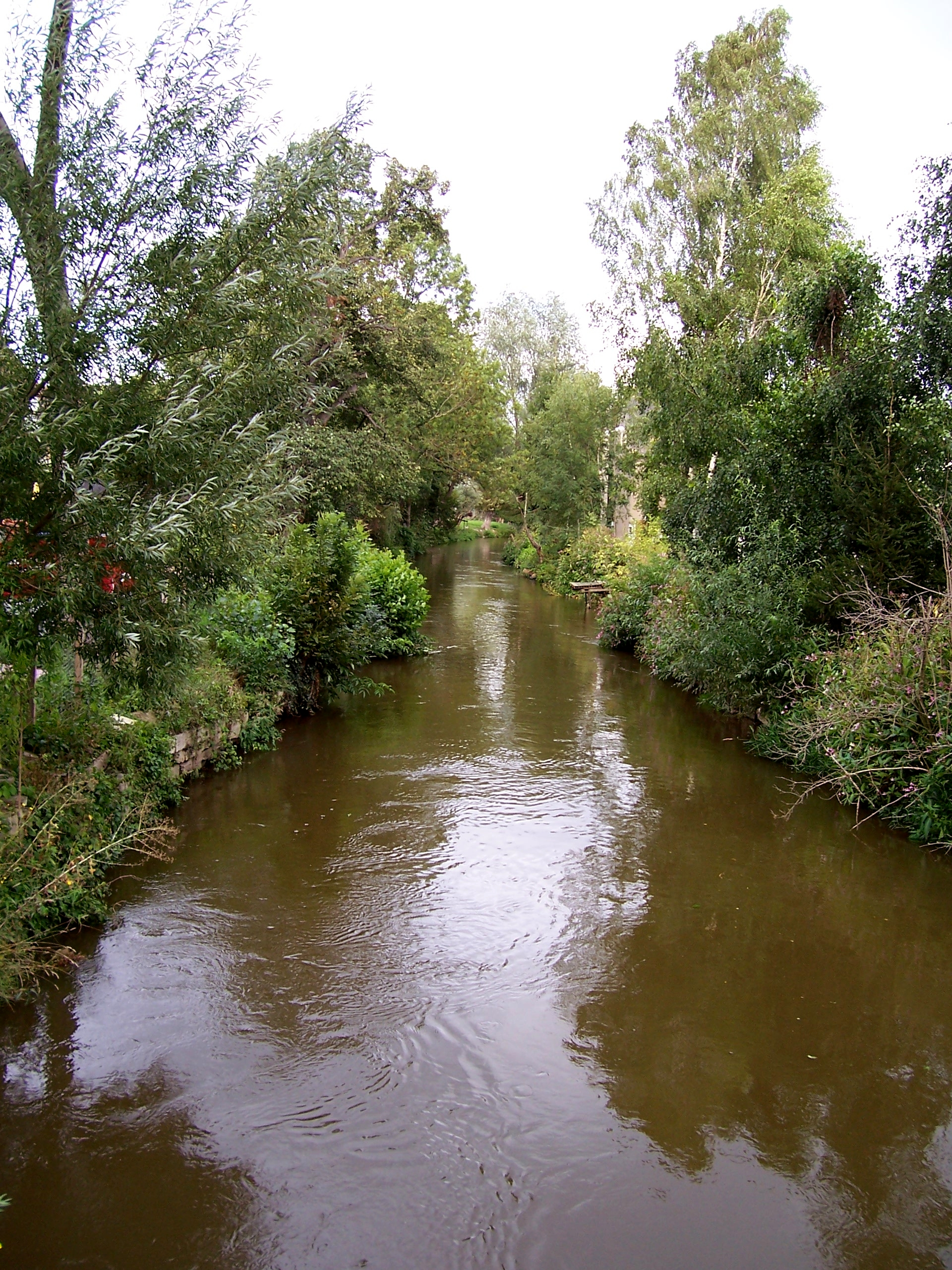
Elstermühlgraben

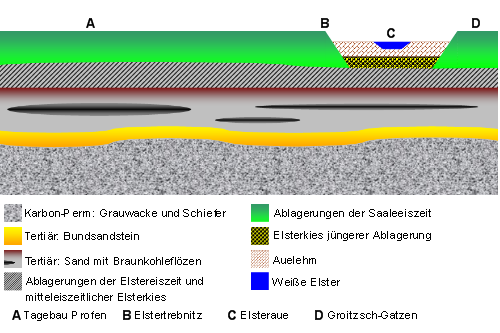
Vereinfachtes Tiefenprofil der Region in Ost-West-Ausdehnung

Die Gemeinde Elstertrebnitz liegt im Süden der Leipziger Tieflandsbucht ca. 15 km nordöstlich von Zeitz und ca. 30 km südwestlich von Leipzig im Dreiländereck (Sachsen–Sachsen-Anhalt–Thüringen) und grenzt direkt an die Landesgrenze zu Sachsen-Anhalt. Östlich der Gemeinde befindet sich das neuerschlossene Leipziger Neuseenland, wogegen im Nordwesten der Tagebau Profen das Dorf begrenzt. Die B 2 sowie die Bahnstrecke Leipzig–Zeitz führen durch Elstertrebnitz. Im Süd-Osten fließt die Weiße Elster durch ehemalige Auenlandschaft, die durch ausgedehnte Landwirtschafts- und Waldflächen gekennzeichnet ist. Noch vor der sächsischen Landesgrenze abzweigend, nimmt der Profener Elstermühlgraben seinen Lauf durch die einzelnen Ortsteile der Gemeinde.
Der Elstermühlgraben trieb die Mühlen von Elstertrebnitz bis Großzschocher teilweise bis ins 20. Jahrhundert an. Heute sind nur noch wenige Mühlen in Betrieb. Vor allem der Dorfbevölkerung diente der Mühlgraben als Badegelegenheit und als Wasserquelle für das gebrauchte Waschwasser. Das Pegauer Bad, das direkt neben dem Elstermühlgraben liegt, reinigte und nutzte das Wasser für seine Anlage. Aber auch als „Transportweg“ für die verschiedensten Zwecke wurde der Mühlgraben genutzt. So zum Beispiel mündete der alte Floßgraben, der in früherer Zeit Holz aus dem Vogtland und im 20. Jahrhundert die Abwässer des nahen Tagebaus Profen transportierte, in die künstliche Elsterabzweigung. Das Trinkwasser für die Ortsbevölkerung wurde deshalb nicht aus dem Mühlgraben entnommen, sondern vor allem aus den örtlichen (und privaten) Brunnen geschöpft. Noch zu DDR-Zeiten wurden die Abwässer der Haushalte (geklärt und ungeklärt) in den Elstermühlgraben eingeleitet. Nach der politischen Wende 1989 bekam Elstertrebnitz ein modernes Abwassersystem und die Turbinen einiger Mühlen wurden zur Stromgewinnung genutzt.

### Geologie
Während des Karbon-Perm befand sich im Gebiet um Elstertrebnitz eine Felslandschaft aus Grauwacke mit aus Schieferuntergrund bestehenden Niederungen. Durch Meeresüberflutungen entstanden aus Ablagerungen Algenriffe (bis ca. 40 m Höhe) und in den Niederungen Sedimente aus Gips, Anhydriten und Salzen, der so genannte Zechstein. Über den Schichten lagerten sich Buntsandstein und Sedimente des Tertiärs ab. Im Tertiär war das ganze Gebiet mit Braunkohlenmooren bedeckt, dabei laugten die Sedimente des Zechsteinmeeres aus. Durch das Senken des Moores, das verstärkte Torfbildung zur Folge hatte, konnte sich im Gebiet des heutigen Tagebau Profen ein mächtiger Braunkohleunterflöz (50 m dick) bilden. Ebenfalls eingebettet in die Sedimente des Tertiärs ist ein knapp 10 bis 20 m dicker Braunkohleflöz (Oberflöz), der sich über weite Gebiete der Leipziger Tieflandsbucht erstreckt. Während der Eiszeit bis in die neuere Zeit lagerten sich Kies und Sedimente ab, welche die heutige Landschaft gestalteten.

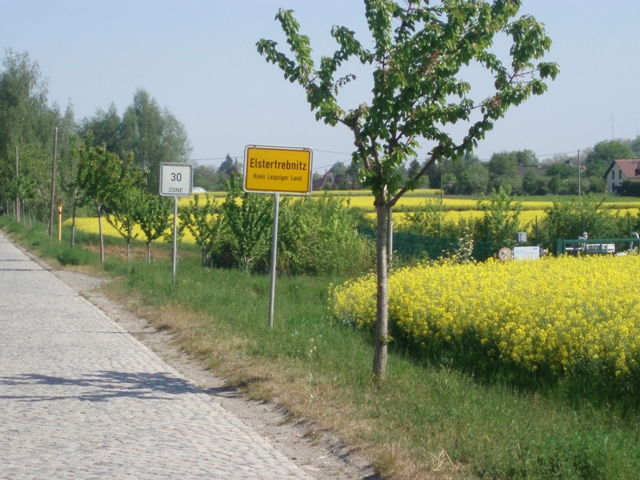
Ortseingang Elstertrebnitz aus Richtung Profen

Das Gemeindegebiet Elstertrebnitz liegt am westlichen Flusslauf der Weißen Elster, die sich in die Schichten der eiszeitlichen Ablagerungen durch ein Hin- und Herpendeln eingeschnitten hat. Die Talsohle der Weißen Elster liegt bei Elstertrebnitz in einer durchschnittlichen Höhe von 130 m über N.N. Die sieben Ortsteile von Elstertrebnitz liegen überwiegend 5 m höher auf einer Terrasse. Diese Terrasse wurde bei der zweiten Eiszeit aufgeschottert und später mit weiteren Ablagerungen bedeckt. Während der dritten Eiszeit wurden darüber fruchtbares Löss und Feuchtschwarzerde abgelagert. Zum Osten hin läuft die Elsterterrasse auf einen 10 bis 15 m hohen Abhang hin, der durch Glimmersand aus dem Oligozän, präglazialem Elsterkies und Geschiebelehm besteht.
Der gelb- bis rötlichbraune Auelehm der Elsteraue stammt aus den alljährlichen Überschwemmungssedimenten und bildet Schichten zwischen 1,70 und 4,50 m Dicke. Auf diesem fruchtbaren Auenboden gedieh die Landschaft bis Ende des 19. Jahrhunderts zu einem ausgeprägten Auenwald mit vielen Eichen. Um die alljährlichen Überschwemmungen der Auelandschaft und somit der angrenzenden Dörfer zu verhindern, wurde in den 1930er-Jahren die Elster begradigt. Erst der Bau von Talsperren am Oberlauf der Elster konnte das Problem beheben.

### Nachbargemeinden
An die Gemeinde Elstertrebnitz grenzen die Stadt Pegau im Norden, die Stadt Groitzsch im Nordosten, die Gemeinde Elsteraue im Süden und die Gemeinde Hohenmölsen im Westen. Die Gemeinden Elstertrebnitz und Hohenmölsen werden durch den Tagebau Profen geografisch getrennt.

### Ortsgliederung und Flächennutzung
Die Gemeinde Elstertrebnitz gliedert sich in sieben Ortsteile. Im Folgenden sind diese in der geographischen Abfolge von Nord nach Süd genannt:
1. Eulau (Ortsteil B)
2. Elstertrebnitz (Ortsteil A)
3. Tannewitz (Ortsteil C)
4. Trautzschen (Ortsteil D)
5. Greitschütz (Ortsteil E)
6. Costewitz (Ortsteil F)
7. Oderwitz (Ortsteil G)

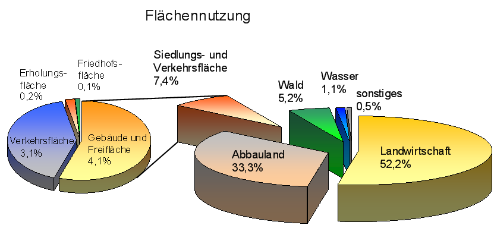
Verteilung der Gemeindefläche nach ihrer Nutzung (2005)

Elstertrebnitz hat eine Fläche von 1166 ha, davon werden 612 ha (52,5 %) landwirtschaftlich genutzt. 388 ha, also ein Drittel der Gemeindefläche wird als Abbauland bezeichnet, dazu gehört Gelände, das beispielsweise zur Braunkohlegewinnung dient(e). Wasser- und Waldflächen sind mit 74 ha (1,1 % und 5,2 %) angegeben. Weitere 86 ha (7,4 %) werden zur Kategorie Siedlung und Verkehr geordnet. Die Nutzung der Siedlungs- und Verkehrsfläche unterteilt sich in 48 ha (4,1 %) Gebäude- und Freiflächen und 2 ha (0,2 %) Erholungsflächen. Die Friedhöfe beanspruchen in Elstertrebnitz eine Fläche von 1 ha (0,1 %). Zu der Verkehrsfläche von 36 ha (3,1 %) zählen Straßen und Wege, die allein schon eine Fläche von 27 ha ausmachen. Das Elstertrebnitzer Siedlungsgebiet befindet sich hauptsächlich entlang des Elstermühlgrabens; westlich der Bahn und östlich der B2 befinden sich keine bebauten Flächen.

### Klima
Das Klima von Elstertrebnitz wird vor allem von gemäßigten Wetterlagen beeinflusst. Im Jahr 2006 verteilten sich die Hauptwindrichtungen auf NO und SW, bei durchschnittlichen Windgeschwindigkeiten von ca. 3 km/h. Die maximalen Windgeschwindigkeiten lagen zwischen 10 und 50 km/h. Die Nähe zum Harz und zum Erzgebirge bestimmen die Niederschlagsmenge vor allem aus südlicher und westlicher Windrichtung. Die Temperaturen liegen zwischen 35 °C (im Juli) und −12 °C (im Januar). Mit 1000 W/m² liegt die Sonneneinstrahlung im nationalen Vergleich ziemlich hoch, dieser Spitzenwert wird von April bis Juli erreicht.

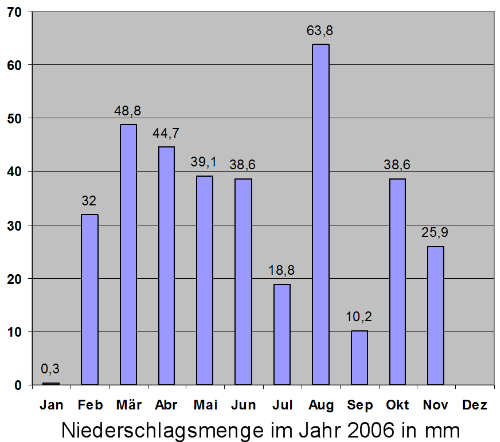
Niederschlag 2006 lt. Wetterstation Leipzig-Holzhausen
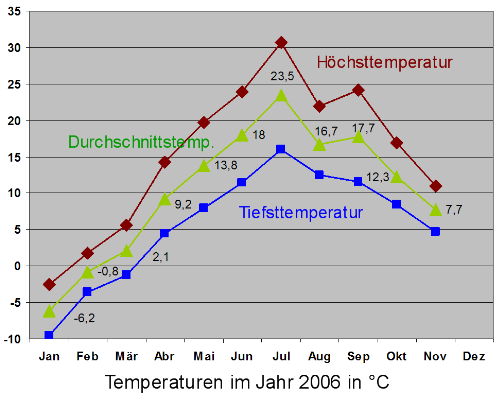
Temperatur 2006 lt. Wetterstation Leipzig-Holzhausen
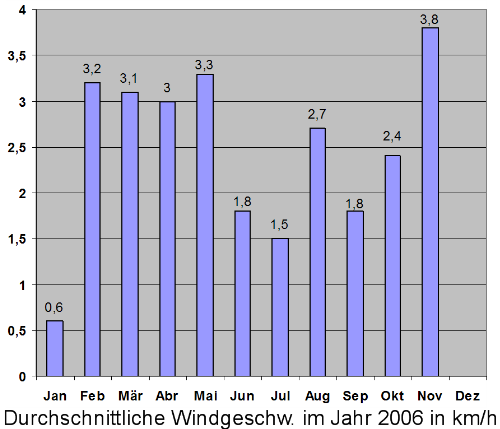
Durchschnittliche Windgeschwindigkeit 2006 lt. Wetterstation Leipzig-Holzhausen

## Geschichte

### Besiedlung in der Ur- und Frühgeschichte
Die älteste Besiedlung auf dem heutigen Gemeindegebiet stammt aus der bandkeramischen Kultur. Eine Abfallgrube und weitere Siedlungsreste wurden bei der Ausgrabung eines schnurkeramischen Gräberfeldes dokumentiert, das 1936 beim Bau des Sportplatzes im Ortsteil Trautzschen angeschnitten und teilweise zerstört wurde. Ein Hockergrab enthielt ein weibliches Skelett und zwei schnurkeramische Gefäße (1800–750 v. Chr.). Nach der Ausgrabung gelangte es an das Grassimuseum in Leipzig. Insgesamt konnten 50 Gräber nachgewiesen werden. Außerdem wurden 15 Gefäße aus der Eisenzeit (750 v. Chr.) gefunden, jedoch durch Unkenntnis zerstört.
Eine im Ortsteil Greitschütz gefundene Prunkaxt aus schnurkeramischer Zeit (rund 2500 v. Chr.) wird im Landesmuseum für Vorgeschichte Dresden aufbewahrt und soll wohl in Zukunft im Haus der Archäologie und Geschichte Sachsens in Chemnitz zu sehen sein.
Der germanische Volksstamm der Hermunduren siedelte sich hier in den ersten Jahrhunderten nach Christus an. Aus der Zeit um 500 n. Chr. stammt der gefundene Brakteat, der sich heute im Statens historiska museum in Stockholm befindet. Im Zuge der Völkerwanderung verließen die Menschen zum überwiegenden Teil ihre Siedlungsgebiete, in die vom Ende des 6. Jahrhunderts an slawische Gruppen einwanderten und sich in kleinen weilerartigen Siedlungen niederließen. Die sich zum Stamm der Sorben zusammengeschlossenen Slawen wurden spätestens in der ersten Hälfte des 10. Jahrhunderts unter König Heinrich I. (um 920) und dessen Sohn Otto in das ostfränkisch-deutsche Reich eingegliedert.

### Entstehung der Dörfer im Zuge des Landesausbaus

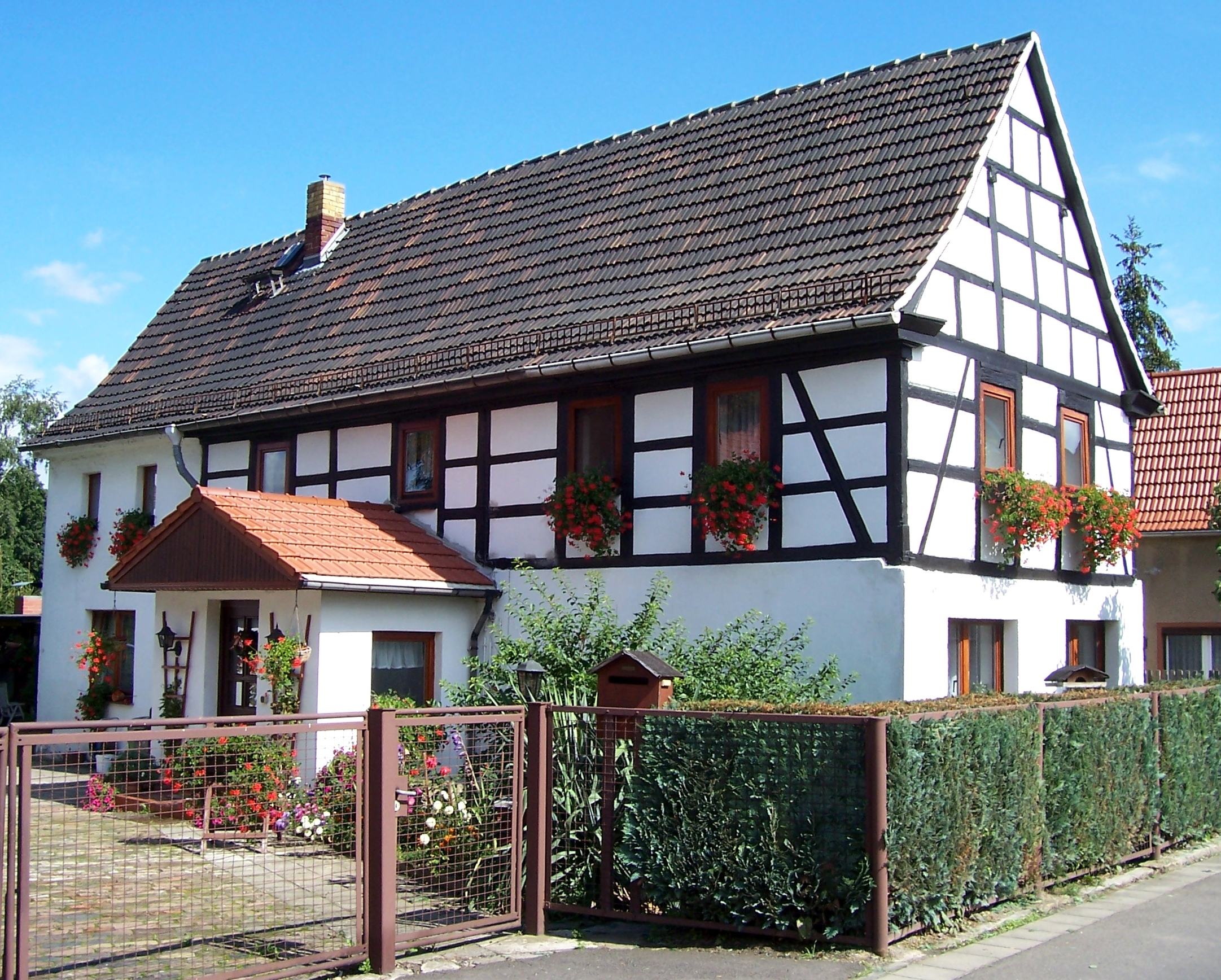
1774 erbautes Fachwerkhaus im Ortsteil Eulau

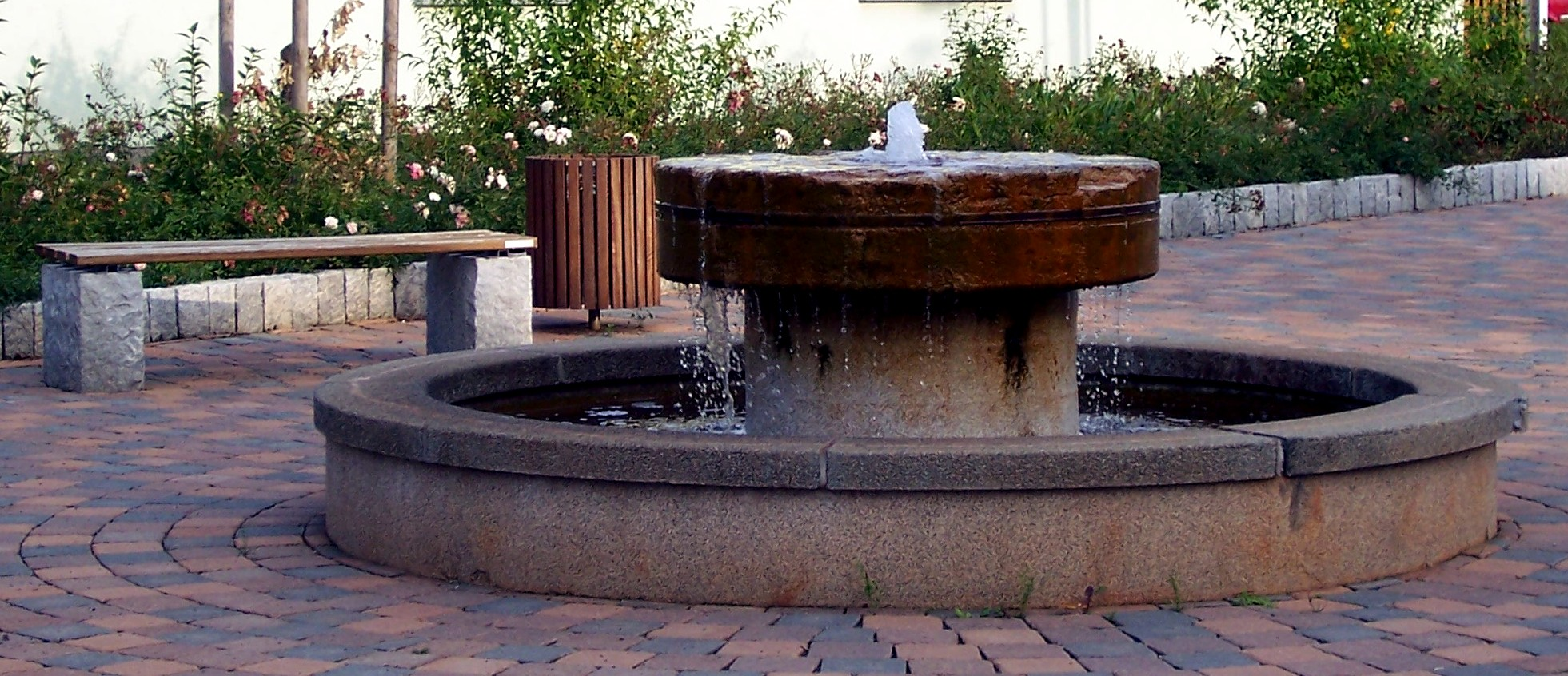
Dorfplatzbrunnen im Ortsteil Trautzschen mit originalem Mühlstein

Die Oberdörfer von Elstertrebnitz tragen fast alle slawische Namen. Sie wurden vermutlich gemeinsam von slawischen und aus den fränkischen, sächsischen und thüringischen Altsiedelgebieten westlich der Saale und Elbe zugewanderten Bauern angelegt, die unter anderem durch Graf Wiprecht von Groitzsch in der Zeit um 1100 und im frühen 12. Jh. in das Gebiet an Elster und Pleiße angeworben wurden. Das Gebiet lag im Einzugsbereich des Klosters Pegau. Dessen Mönche ließen unter anderem den heutigen Elstermühlgraben anlegen, der die Grundlage für die Mühlen des Ortes bildete. Das Tympanonrelief vom Ende des 12. Jahrhunderts ist wahrscheinlich „eines der frühesten künstlerischen Zeugnisse in Sachsen“. Das Relief, vormals aus der Elstertrebnitzer St.-Martins-Kirche, befindet sich heute im Museum der Albrechtsburg (Meißen), eine Kopie ist im Museum Pegau zu sehen.

### Urkundliche Erstnennungen
Es könnte möglich sein, dass Eulau im Jahre 1268 in einer im Urkundenbuch des Hochstiftes Merseburg abgedruckten Urkunde des Markgrafen Dietrich von Landsberg erstmals als Ylowe genannt wird. Dort wird er jedoch mit Ihlewitz bei Gerbstedt in Zusammenhang gebracht. Der Ortsname stammt wahrscheinlich von ilow (il für „Lehm“, „Ton“) ab und änderte sich seit 1482 von Ylo über Ilaw und Eylaw zu Eulau.
Elstertrebnitz, als ältester der sieben Ortsteile, wurde 1039 erstmals in den schriftlichen Quellen erwähnt. Die altwendische Bezeichnung Trjêbnica bedeutet Ort der Rodung; Elster oder auch Alster kann von fließen kommen. Seit 1290 als Trebnitz bezeichnet, änderte sich der Ortsname über Trebicz (1468), Trebenitz (1548) und Elster Trebenitz (1590) zum heutigen Elstertrebnitz.
Tannewitz wurde im Jahre 1350 im Lehnbuch von Friedrich dem Strengen als Tannewicz erwähnt und soll seinen Namen von der Sippe der Tannova erhalten haben.
Im Jahre 1209 fand Trautzschen im Codex diplomaticus Saxoniae erstmalige Erwähnung. Als älteste „Urkunde“ des Ortes gilt ein Ölgemälde, das den Kirchenpatron Heinrich Puster als Gerichtsherrn darstellt. Auf diesem Bild befindet sich der Schriftzug:
Im Kreuze unseres Herrn Jesu Christi, durch den mir die Welt gekreuzigt ist und ich der Welt, ist mein Ruhm und mein Loskauf. Heinrich Puster auf Drauschen, der sehr erlauchte Wahlherr, der Vorsitzende der Naumburger Kirche, Deckan der Meißner und Ältester der Martinsburger [Merseburger] Kirche und Probst von Zeitz.
In der Chronik von Profen ist zu lesen, dass im Jahre 1235 die Druziner (Trautzschener) Kapelle von der Kirche Profens abgespalten und dem Ritter Arnold von Druzin das Patronatsrecht übertragen wurde. Der Ortsname änderte sich bis 1857 über Trautschen zu Trautzschen.
So wie Tannewitz wurde auch der Ortsteil Greitschütz als Grutschitcz 1350 im Lehnbuch von Friedrich dem Strengen erwähnt. Die Deutung des Ortsnamens reicht von der Herleitung von Personennamen (Kricice, Kric oder der Sippe Kric) bis zu den Ableitungen von Grutschütz oder Greschütz („Buckel“ oder „Anhöhe“). Aus Grutschitcz (1350) wurde Grawczitz (1522), Greutzschietz (1548) und Greizschitz (1690).
Costewitz wurde 1320 im Historischen Ortsverzeichnis von Sachsen als Kostitz genannt. Der Name stammt wahrscheinlich vom slawischen Chostic („Wald“ oder „Dickicht“) ab und änderte sich über Kostewitz (1590) zu Costewitz (ab 1766).
Im Jahre 1346 wurde Oderwitz erstmals in einer heute im Hauptstaatsarchiv Dresden befindlichen Urkunde erwähnt. Früher wurde der Ort auch als Oderwitez (1469) und Kleinoderwitz bezeichnet.

### Historische Begebenheiten

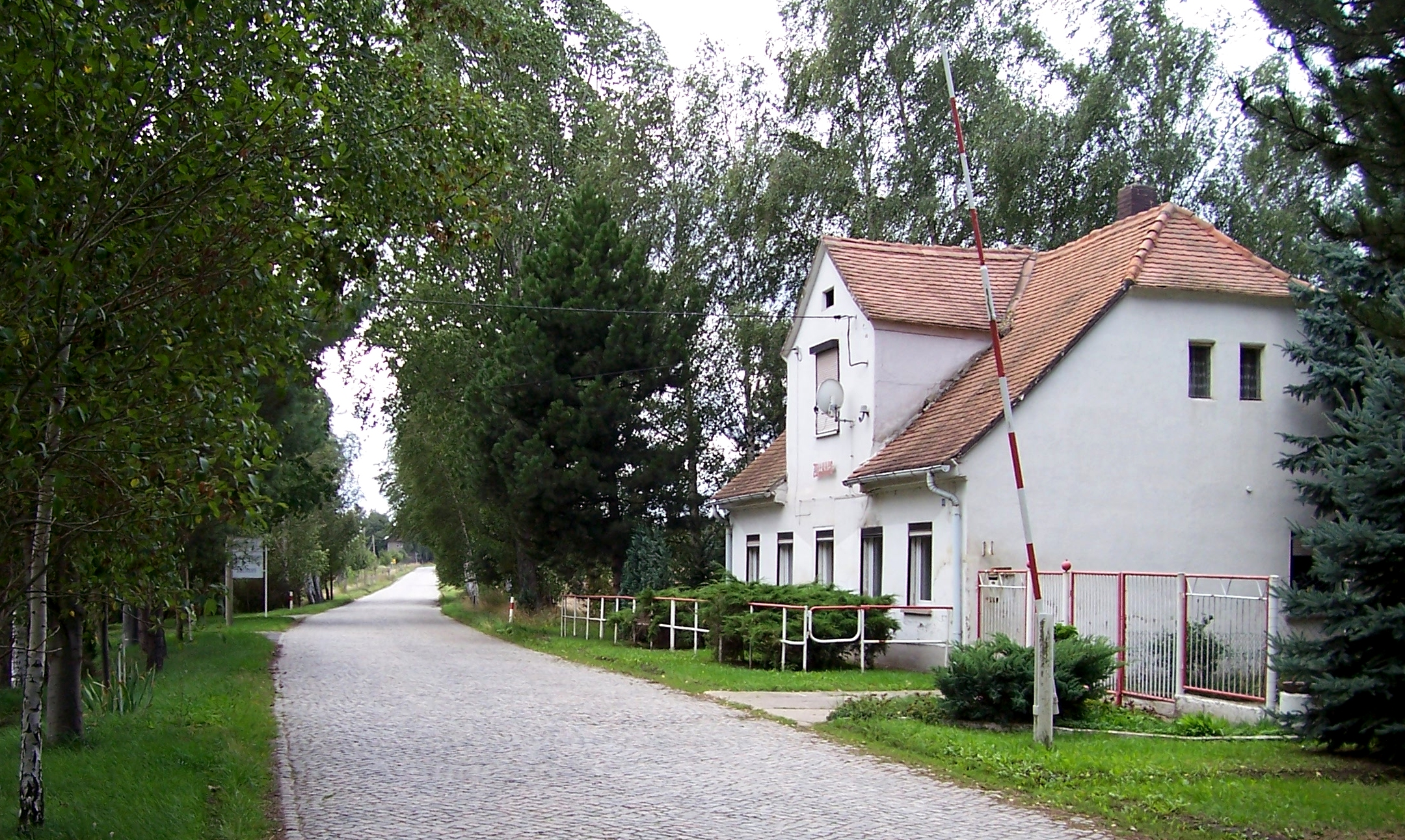
Ehemaliges Chauseegeldeinnehmerhaus (Zollhaus)

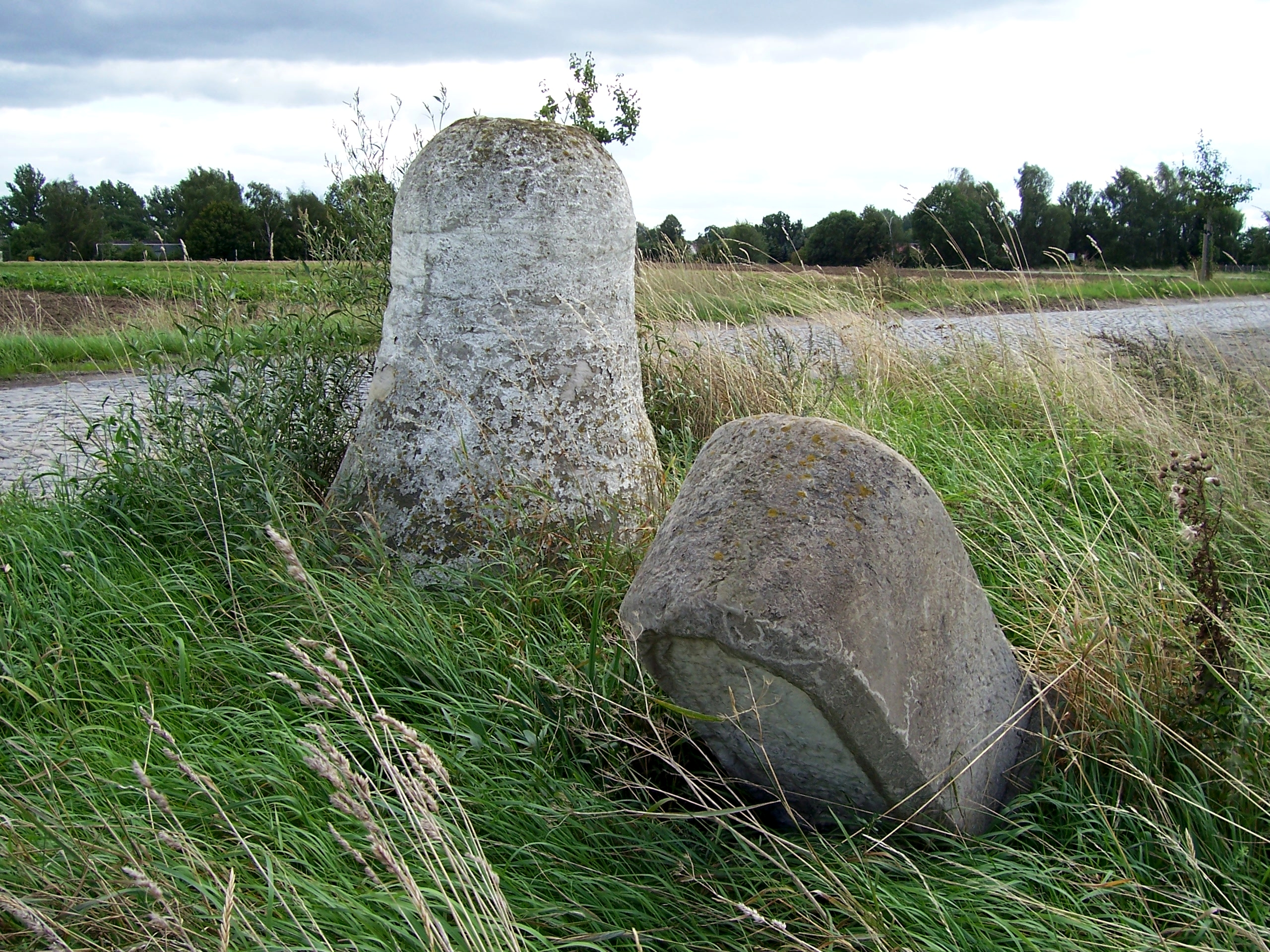
Königlich-sächsischer Grenzübergangsstein und königlich-preußischer Halbmeilenstein (große Glocke) an der alten F 2 aus Richtung Profen

Am 22. April 1348 eroberte und zerstörte Johann von Trautzschen (Drutzschen) als Capitaneus über die aufgebrachte Naumburger Bürgerschaft Teile der Raubritterburg Rudelsburg. Zum ersten Mal in der Geschichte wurde ein Pulvergeschütz verwendet.
Im Jahre 1545 kaufte der Pegauer Rat drei Mühlen der Oberdörfer – die Mühle im Ortsteil Elstertrebnitz und die Getreidemühlen in Greitschütz und Oderwitz. 1670 wurde im Ortsteil Elstertrebnitz eine Ölmühle erwähnt, die sich auch auf einer Karte des Amtes Pegau von 1757 finden lässt, heute aber nicht mehr existiert.
Während des Dreißigjährigen Krieges wurde 1632 der Ortsteil Costewitz von den kaiserlichen Truppen geplündert. Im selben Jahr brach die Pest aus.
Von Mitte des 17. Jahrhunderts bis Mitte des 19. Jahrhunderts waren die Patrimonialgerichte bei den Gütern in Elstertrebnitz (1763–1855), Costewitz (1661–1891), Trautzschen (1638–1873) und Oderwitz (1763–1861) gelegen.
Am 3. Mai 1813 durchritt Napoleon die Ortsteile Elstertrebnitz und Trautzschen. Vom Rittergut Trautzschen ließ er sich ein Glas Milch bringen, das ihm vom damaligen Hauslehrer des Barons von Apel auf Trautzschen gereicht wurde.
Durch die im Wiener Kongress (1814/15) neu festgelegten Ländergrenzen musste Sachsen einen großen Teil seiner Ländereien an Preußen abtreten. Am 7. Juni 1815 wurde Profen preußisch, der Ort Oderwitz blieb sächsisch. Auf Grund dieser Grenzziehung kann man heute noch an der alten Fernverkehrsstraße 2 einen königlich-sächsischen Grenzübergangsstein neben einem glockenförmigen, königlich-preußischen Halbmeilenstein stehen sehen. Unweit der ehemaligen Grenze befindet sich heute das so genannte Chausseegeldeinnehmerhaus, eine Art Zollhaus, mit Zollschranke.
Der Königlich Sächsische Militärverein K.S.M.V. 7 Oberdörfer Trautzschen wurde 1871 gegründet und trat 1878 dem Königlich Sächsischen Militär-Vereins-Bund bei. Aus dem Jahr 1906 ist eine Mitgliederzahl von 120 Personen dokumentiert.
Noch 1900 gab es in Elstertrebnitz 60 Bauernhäuser, die eine Gesamtfläche von rund 1000 ha bewirtschafteten. Auf die vier Rittergüter entfielen 70 % dieser Nutzfläche.
Im Jahre 1912 wurde von Dr. Kirsche die Saatgutzüchterei Dr. Kirsche-Pfiffelbach im alten Rittergut im Ortsteil Trautzschen gegründet. Die auf einem Prospekt der Saatgutzüchterei aus dem Jahre 1919 abgebildeten Ähren des Winterroggens könnten als Vorbild für den Wappenentwurf gedient haben. Bekannte Züchtungen sind zum Beispiel die Rübensorten Kirsche-Kolloß und Kirsche-Ideal, die Loberische Futtermöhre, der Samen des Knaulgrases und des Rohrglanzgrases. Zu seinen Getreidezüchtungen gehören der Ringroggen, der Stahlroggen und der Dickkopfweizen.
Am 13. April 1945 erreichte das 777. Panzer-Bataillon der US-Armee Elstertrebnitz und verließ den Ort am 16. April, um weiter nach Schweinfurth vorzustoßen. Im Juli 1945 erfolgte die Besetzung durch die Rote Armee.
Nach dem Zweiten Weltkrieg (im Oktober 1945) wurde im „Gasthof Greitschütz“ eine Schul- und Volksspeisung für Bedürftige eingerichtet. Durch die Bodenreform wurden 1946 die Rittergüter enteignet und an Neubauern gegeben. Jeder Neubauer erhielt 5 ha Land.
Zur dörflichen Tradition gehörten ab 1950 die Kinovorstellungen durch den „Landfilm“ im „Gasthof Greitschütz“.
Am 1. Juni 1954 fand die Grundsteinlegung für den ersten Schulneubau der DDR nach dem Zweiten Weltkrieg statt. Das neue Schulgebäude wurde am 4. September 1955 eingeweiht.
Die seit 1915 in Oderwitz betriebene Eisenmühle wurde 1960, nachdem die Besitzer die DDR verlassen hatten, enteignet und als volkseigen deklariert. Im selben Jahr wurde die LPG Elstertal gegründet. Ihre 21 Mitglieder bewirtschaften 144 ha. Im Jahre 1964 muss die LPG Elstertal schließen, da die landwirtschaftliche Nutzfläche durch den Tagebaubetrieb auf 27 ha verringert wurde. Die Mitglieder schlossen sich daraufhin der LPG Auligk an. In einer ehemaligen Lederbekleidungsfabrik wurde 1962 eine Kinderkrippe eingerichtet. 1969 wurde die Schule in Elstertrebnitz zu einer zehnklassigen Polytechnischen Oberschule erweitert. Die beiden Mühlen in den Ortsteilen Elstertrebnitz und Costewitz wurden 1970 verstaatlicht.
Elstertrebnitz erhielt 1984 für seine Initiative „Schöner unsere Städte und Gemeinden“ die Ehrennadel des Nationalrates der Nationalen Front. 1985 wurde die Bäckerei in Greitschütz von der LPG Auligk übernommen.
Langfristige Braunkohlenabbaupläne des Ministeriums für Kohle und Energie der DDR sahen mit Erarbeitungsstand des „Büros für Bergbauangelegenheiten Leipzig“ von 1987 vor, die Gemeinde Elstertrebnitz im sogenannten Zukunftsaufschlussfeld „Elsteraue-Süd“ um etwa 2025 abzubaggern. Durch die politische Wende von 1989/90 und den daraus resultierenden wirtschaftlichen Veränderungen erübrigten sich diese Bestimmungen hinsichtlich des massiven Bedeutungsverlustes der Braunkohle und ihrer vielfältigen Verwertung.
Das erste Dorffest nach der politischen Wende wurde 1990 gefeiert.

### Dokumentierte Katastrophen
Im Jahre 1632 wurde der Ortsteil Costewitz infolge des Dreißigjährigen Krieges geplündert, daraufhin brach im Ort die Pest aus. Zu den großen dokumentierten Bränden gehören diejenigen aus dem Ortsteil Trautzschen, die in den Jahren 1588, 1645, 1688, 1745, 1867 und 1874 wüteten. Dabei wurde im Jahre 1745 das Trautzschner Pfarrarchiv vernichtet und im Jahre 1874 brannte das Rittergut fast vollständig nieder. Zu den großen Hungersnöten zählt die im Jahr 1771. Das Hochwasser als Katastrophe wurde erst mit der Begradigung der Elster wahrgenommen, da bis dahin Überschwemmungen im Auenbereich üblich waren. Als „Jahrhunderthochwasser“ gilt die Überschwemmung von 1953, in dem Jahr, als die B2 um Elstertrebnitz herumgeführt wurde. Das Wasser stand einen Meter über dem Neubau und soll bis zur Stadt Zeitz (15 km entfernt) gestanden haben.

### Eingemeindungen
Seit 1818 gehören nach den Bestimmungen des Wiener Kongresses Flurstücke der Ortsteile Costewitz, Elstertrebnitz, Greitschütz, Oderwitz und Tannewitz zu Preußen. Während des Deutschen Krieges 1866 besetzten die Preußen kurzzeitig die Oberdörfer.
1934 wurden die Ortsteile Costewitz, Eulau, Greitschütz, Oderwitz, Trautzschen, Tannewitz und Elstertrebnitz durch eine Verwaltungsreform zum gemeinsamen Ort Elstertrebnitz zusammengeschlossen. In den Jahren 1945/46 wurde Elstertrebnitz der Gemeinde Pegau zugeordnet, aber bereits 1947 wieder eigenständig. Seit 2002 existiert eine gemeinsame Gemeindeverwaltung mit der Stadt Pegau, der früher auch noch die Gemeinde Kitzen angehörte (am 1. Januar 2012 nach Pegau eingemeindet).

### Einwohnerentwicklung
| Jahr              | Einwohner |
| ----------------- | --------- |
| 1988              | 1273      |
| 3. Oktober 1990   | 1203      |
| 31. Dezember 1998 | 1403      |
| 31. Dezember 1999 | 1460      |
| 31. Dezember 2000 | 1517      |
| 31. Dezember 2001 | 1522      |
| 31. Dezember 2002 | 1556      |
| 31. Dezember 2003 | 1553      |
| 31. Dezember 2004 | 1548      |
| 31. Dezember 2005 | 1522      |
| 31. Dezember 2006 | 1472      |
| 31. Dezember 2007 | 1461      |
| 31. Dezember 2009 | 1395      |
| 31. Dezember 2012 | 1304      |
| 31. Dezember 2013 | 1289      |

| Seit 1834 stieg die Einwohnerzahl von zusammengenommen 1291 stetig an. So waren es 1910 1613 und 1939 1691 Einwohner. Durch die Auswirkungen des Zweiten Weltkrieges und die damit einhergehende Vertreibung und Umsiedlung deutscher Bürger aus Schlesien stieg die Zahl der Einwohner in Elstertrebnitz kurzfristig auf 2232 (1946) an. Auf Grund der Normalisierung der Lebensumstände sank die Einwohnerzahl bis in die 1990er Jahre auf 1203. Günstige wirtschaftliche Bedingungen wie die Verkehrslage (B 2) und niedrige Grundstückspreise förderten den Zuzug und damit den Anstieg der Einwohnerzahl in den Jahren 1999 bis 2002. Die allgemeine demografische Entwicklung (geringere Geburten- als Sterberate) in Deutschland schlägt sich in den Zahlen bis 2005 nieder. |

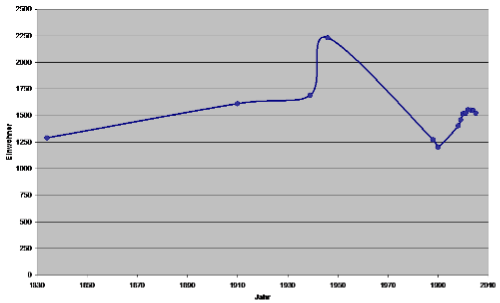
Einwohnerzahl Elstertrebnitz bis 2005

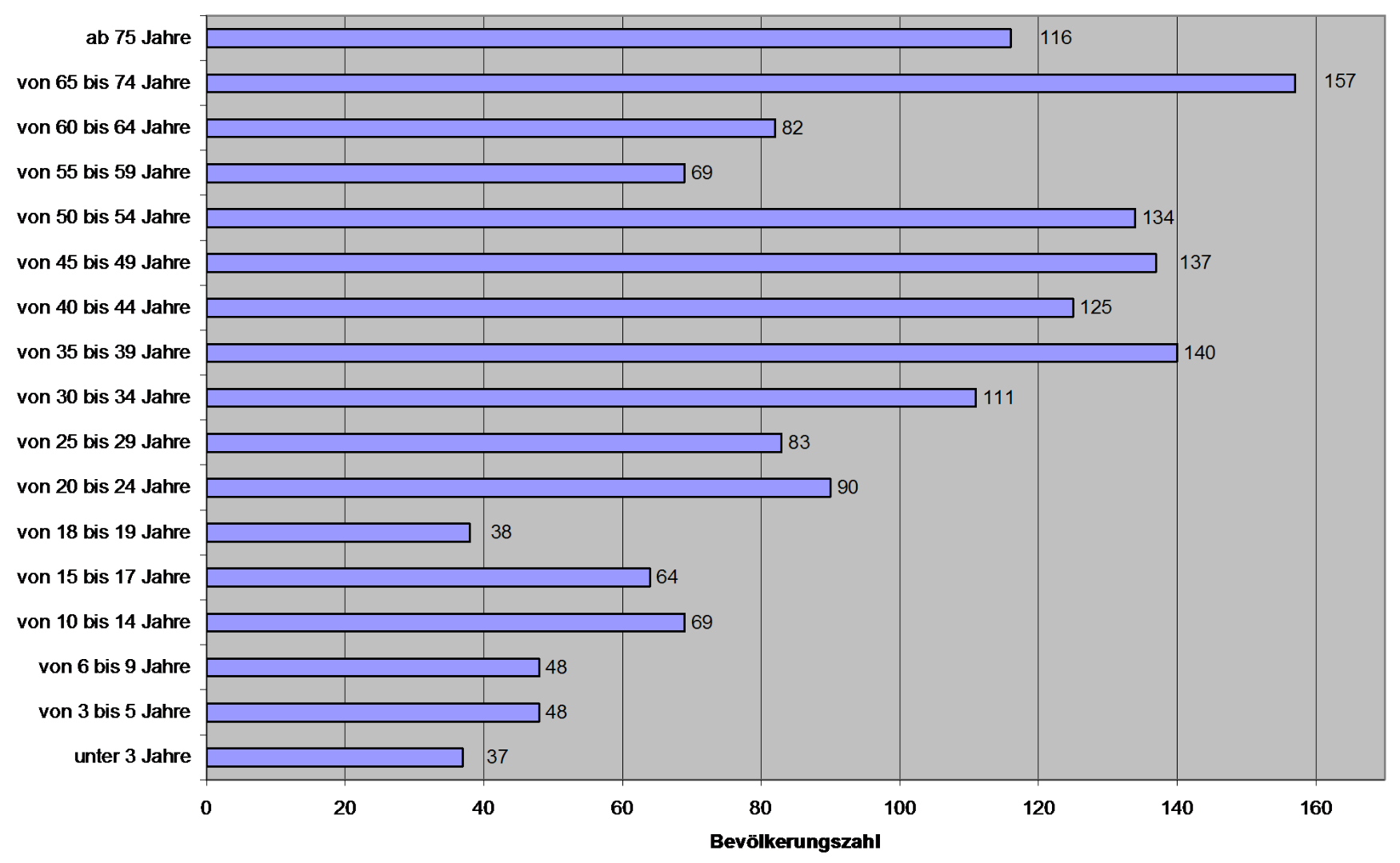
Altersstatistik Elstertrebnitz 2004

 Datenquelle ab 1990: Statistisches Landesamt Sachsen

## Religion
19 % der Einwohner sind evangelisch, 3 % katholisch. Evangelische Gottesdienste finden in der Lutherkirche in Costewitz statt, die zum Kirchspiel Pegau im Kirchenbezirk Leipziger Land der Evangelisch-Lutherischen Landeskirche Sachsens gehört. Die Katholiken sind der Pfarrei St. Bonifatius (Leipzig) zugeordnet, deren nächste Filialkirche St. Hedwig (Pegau) ist.

## Politik

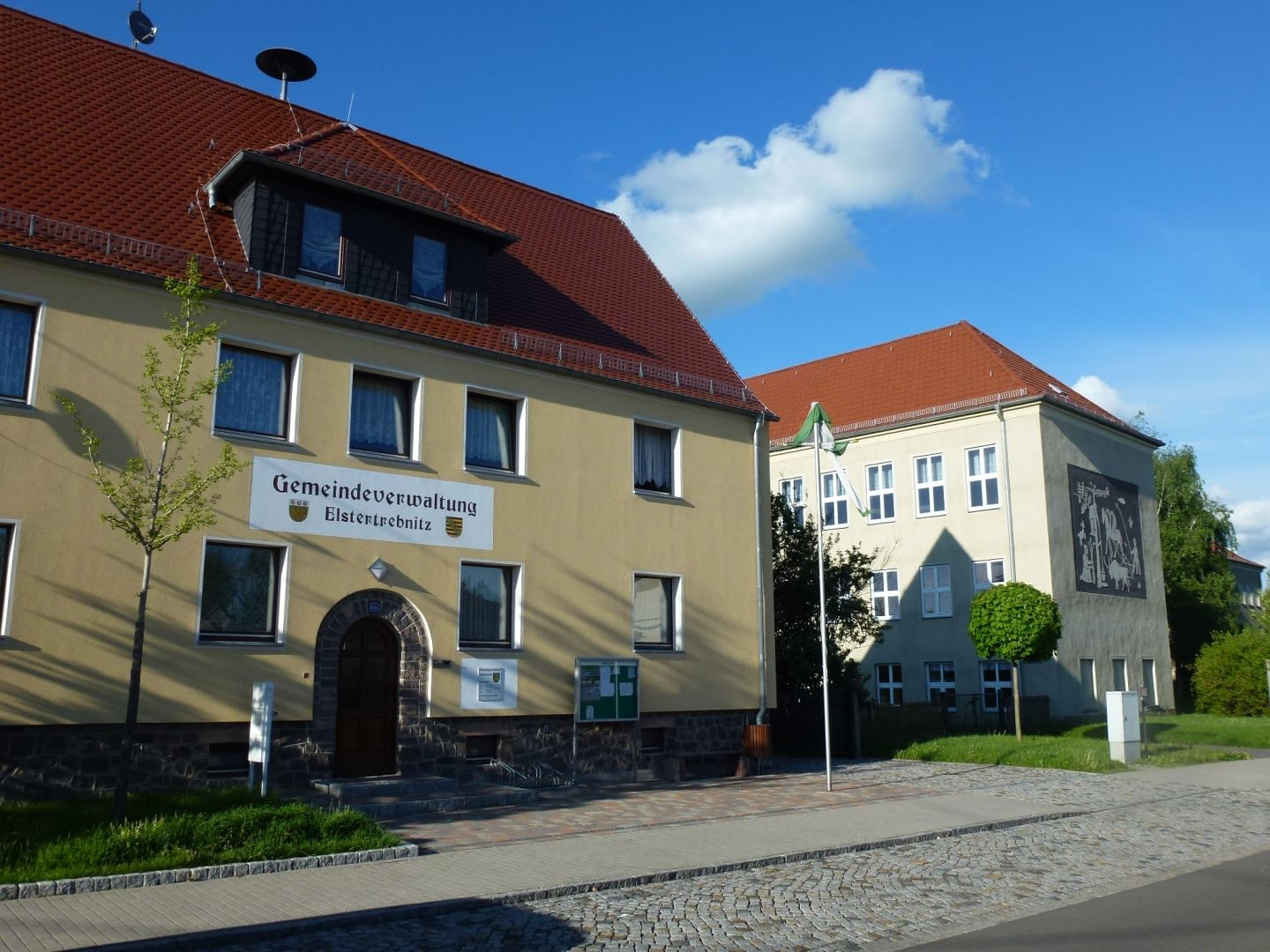
Gemeindeverwaltung

### Gemeinderat
- FWE: 2
- CDU: 10

Der Gemeinderat bestand in der Legislaturperiode 2004–2009 aus zwölf gewählten Mitgliedern, davon entfielen acht Sitze auf die CDU und 4 Sitze auf die Freie Wählergemeinschaft (FWG). Von den zwölf Mitgliedern waren drei Frauen und neun Männer. Bei der Gemeinderatswahl vom 7. Juni 2009 bekam die CDU 57,0 % und die FWE 43,0 % der Stimmen. Die Wahlbeteiligung lag bei 54,1 %. Bei der Gemeinderatswahl vom 25. Mai 2014 bekam die CDU 70,9 % (9 Sitze) und die FWE 29,1 % (3 Sitze) der Stimmen.
Seit der Gemeinderatswahl am 9. Juni 2024 erteilen sich die 12 Sitze des Gemeinderates folgendermaßen auf die einzelnen Gruppierungen:
- CDU: 10 Sitze
- Freie Wähler Elstertrebnitz (FWE): 2 Sitze

| Liste                       | 2024   | 2024   | 2019   | 2019   | 2014   | 2014   |
| Liste                       | Sitze  | in %   | Sitze  | in %   | Sitze  | in %   |
| --------------------------- | ------ | ------ | ------ | ------ | ------ | ------ |
| CDU                         | 10     | 80,7   | 10     | 77,1   | 9      | 70,9   |
| Freie Wähler Elstertrebnitz | 2      | 19,3   | 2      | 22,9   | 3      | 29,1   |
| Wahlbeteiligung             | 82,7 % | 82,7 % | 76,1 % | 76,1 % | 62,9 % | 62,9 % |

Teile des Elstertrebnitzer Gemeindegebietes werden in unregelmäßigen Abschnitten von Überschwemmungen bedroht. Für den Hochwasserschutz wurde ein Gutachten mit passenden Empfehlungen vom Landestalsperrenverwaltung des Freistaates Sachsen erstellt.

### Bürgermeister
Bürgermeister seit 1947 waren Alfred Legler, Herbert Riemer, Paul Werner, Kurt Zocher, Gerhard Hanke, Walter Schlag, Willi Engelmann, Gert Döring und Klaus Sommer. Derzeitiger Bürgermeister ist David Zühlke, er wurde im Juni 2015 mit 94,8 % der Stimmen gewählt.
| Wahl | Bürgermeister | Vorschlag | Wahlergebnis (in %) |
| ---- | ------------- | --------- | ------------------- |
| 2022 | David Zühlke  | CDU       | 99,1                |
| 2015 | David Zühlke  | CDU       | 94,8                |
| 2008 | Klaus Sommer  | CDU       | 98,3                |
| 2001 | Klaus Sommer  | CDU       | 85,2                |
| 1994 | Klaus Sommer  | CDU       | 78,3                |

### Wappen und Fahne

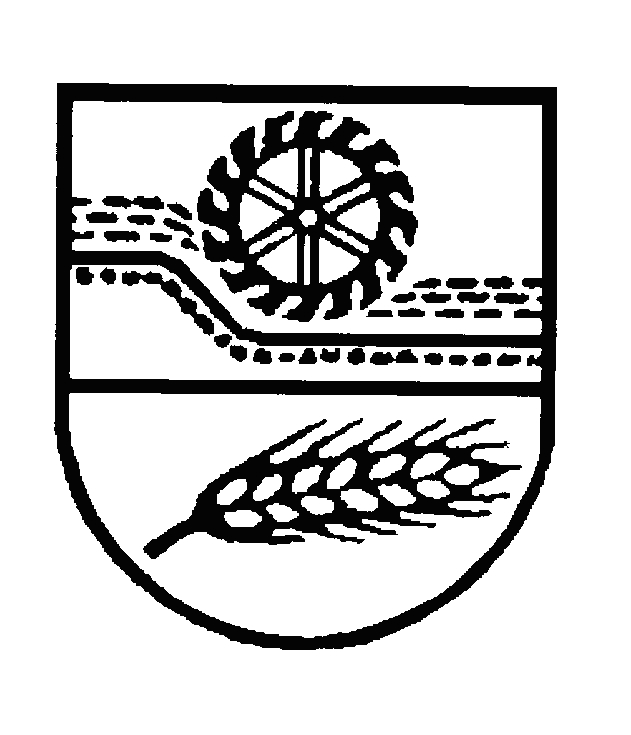
Altes Wappen der Gemeinde Elstertrebnitz (bis 1994)

Das erste (behördlich unbestätigte) Wappen der Gemeinde Elstertrebnitz existierte in den ersten Nachwendejahren bis 1994 und stellte ein Mühlrad, den Elstermühlgraben und eine Ähre dar. Im Jahre 1995 wurde das Wappen neu gestaltet und offiziell bestätigt. Es zeigt drei schwarze Mühlräder und drei goldene Ähren, die zu einer Garbe gebunden sind. Die Hauptfarben des Wappens sind Silber und Grün, wobei Grün die Elsteraue und die wellenförmige Teilung des Wappens die Weiße Elster symbolisiert. Die Ähren beschreiben den landwirtschaftlichen Charakter von Elstertrebnitz, und die drei Mühlräder stehen für die drei Mühlen des Ortes.
Das alte Wappen der Gemeinde war einfacher gestaltet und zeigte ein Mühlrad, den Elstermühlgraben und eine Ähre als Symbol des landwirtschaftlich geprägten Elstertrebnitz.
Die Elstertrebnitzer Fahne orientiert sich an den Landesfarben des Freistaates Sachsen. Die Fahne ist weiß, grün flankiert und ist mit dem Ortswappen besetzt.

### Gemeindepartnerschaften
In den 1990er-Jahren trafen sich Gemeindevertreter aus Elstertrebnitz und der Gemeinde Baltmannsweiler (Baden-Württemberg), um über Strukturen, Gemeinsamkeiten und mögliche Zusammenarbeit zu beraten. Die Beziehungen der beiden Gemeinden wurden im Verlauf des beginnenden 21. Jahrhunderts nicht weiter vertieft.

## Kultur und Sehenswürdigkeiten

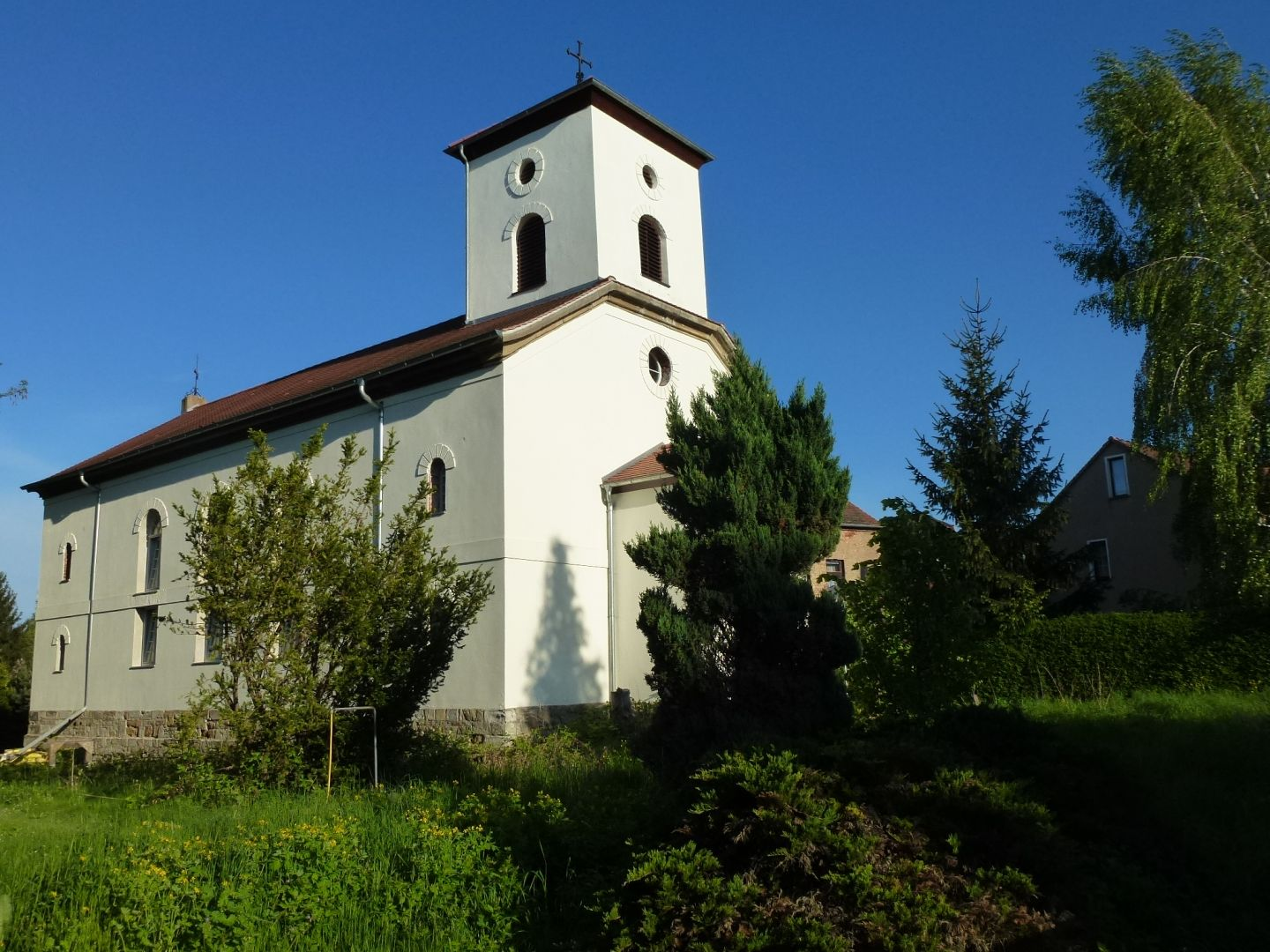
Kirche Elstertrebnitz

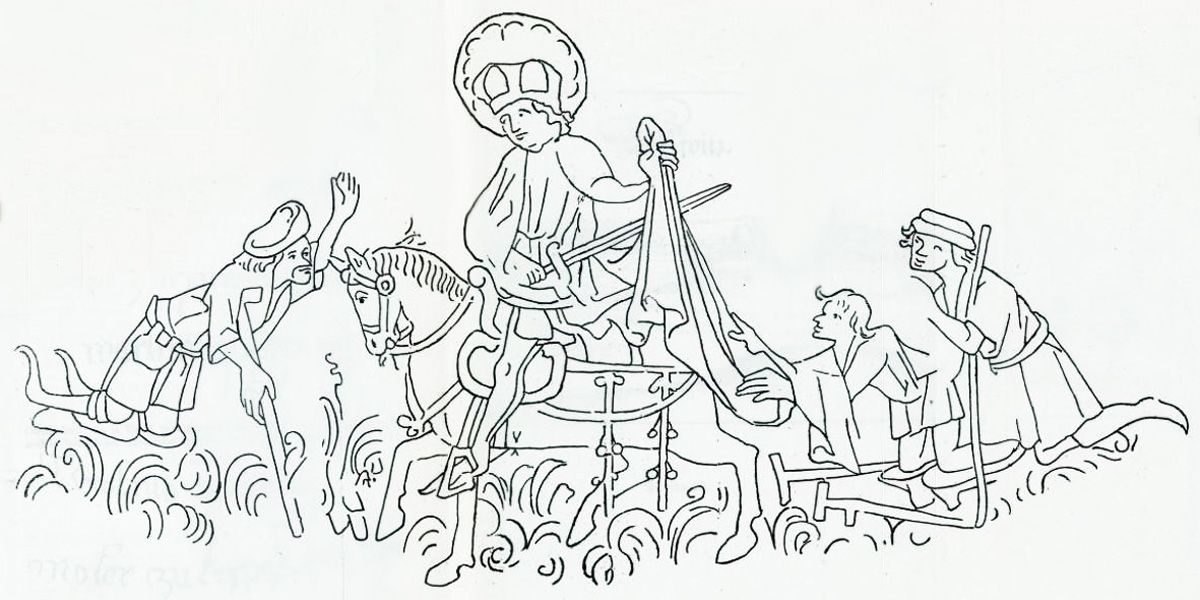
Mit Glockenritzzeichnungen verzierte Glocke der St.-Martin-Kirche Elstertrebnitz von Nikolaus Eisenberg, heute im Kunstgewerbemuseum Dresden

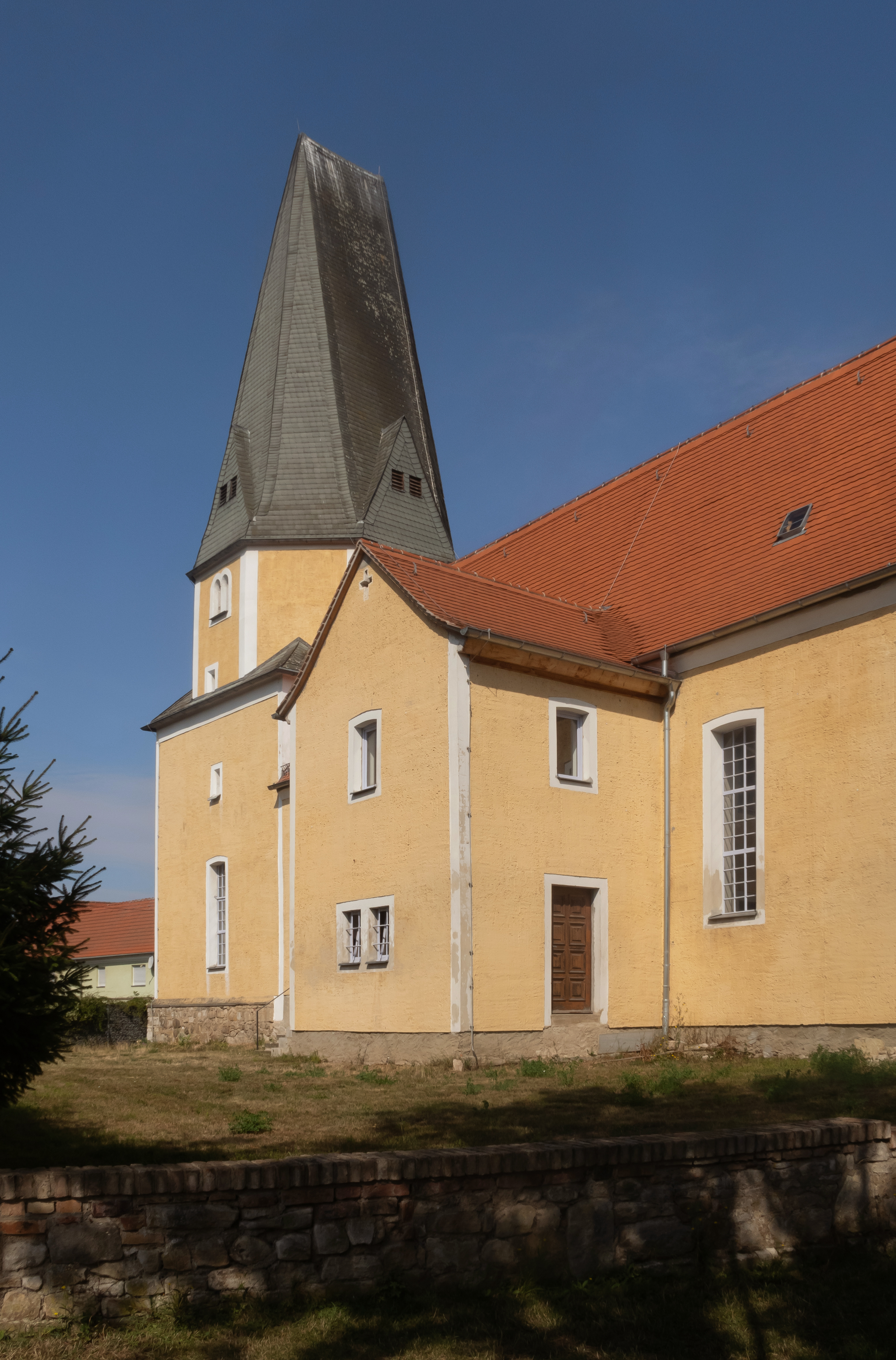
Kirche Trautzschen

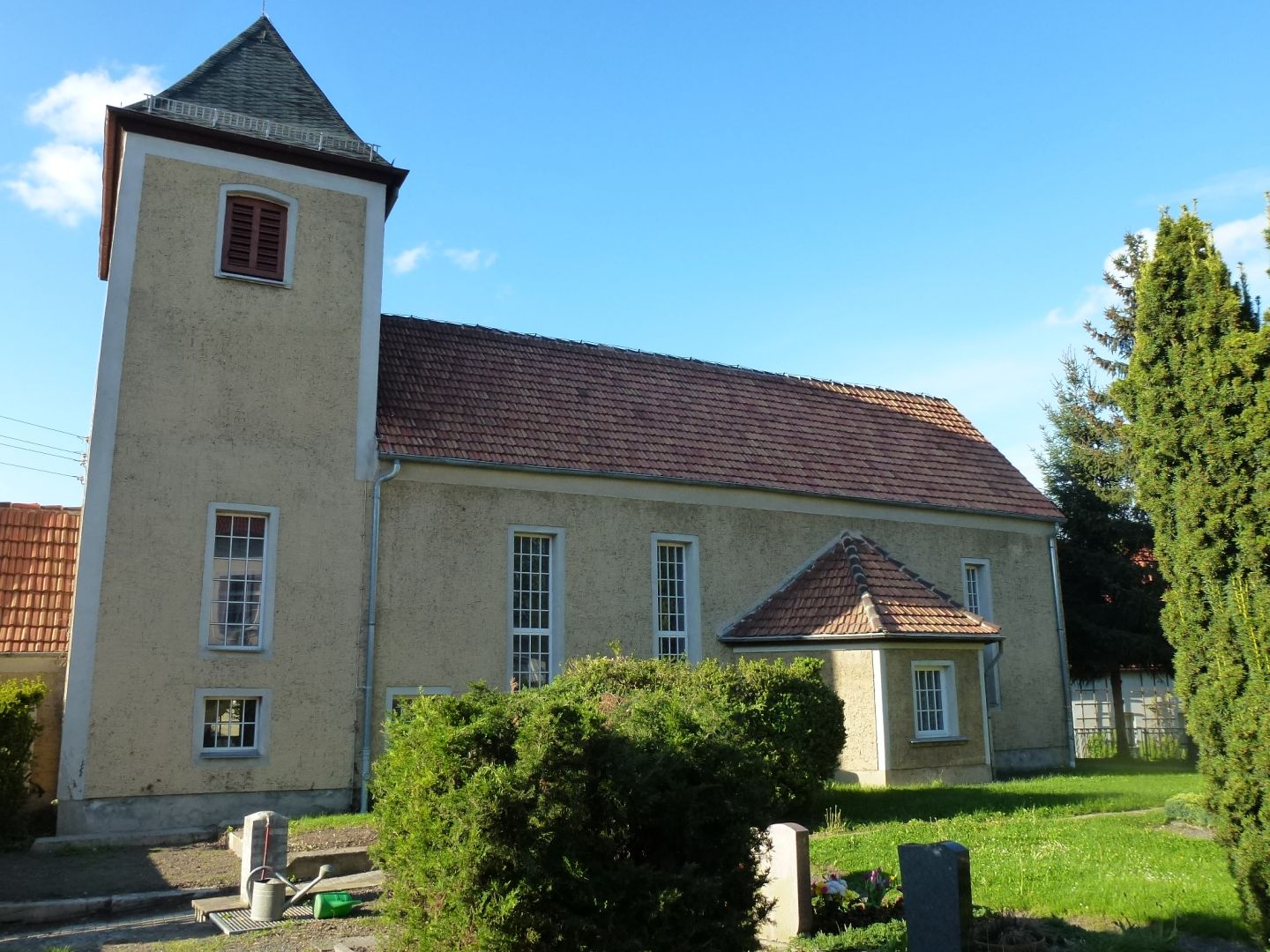
Kirche Costewitz

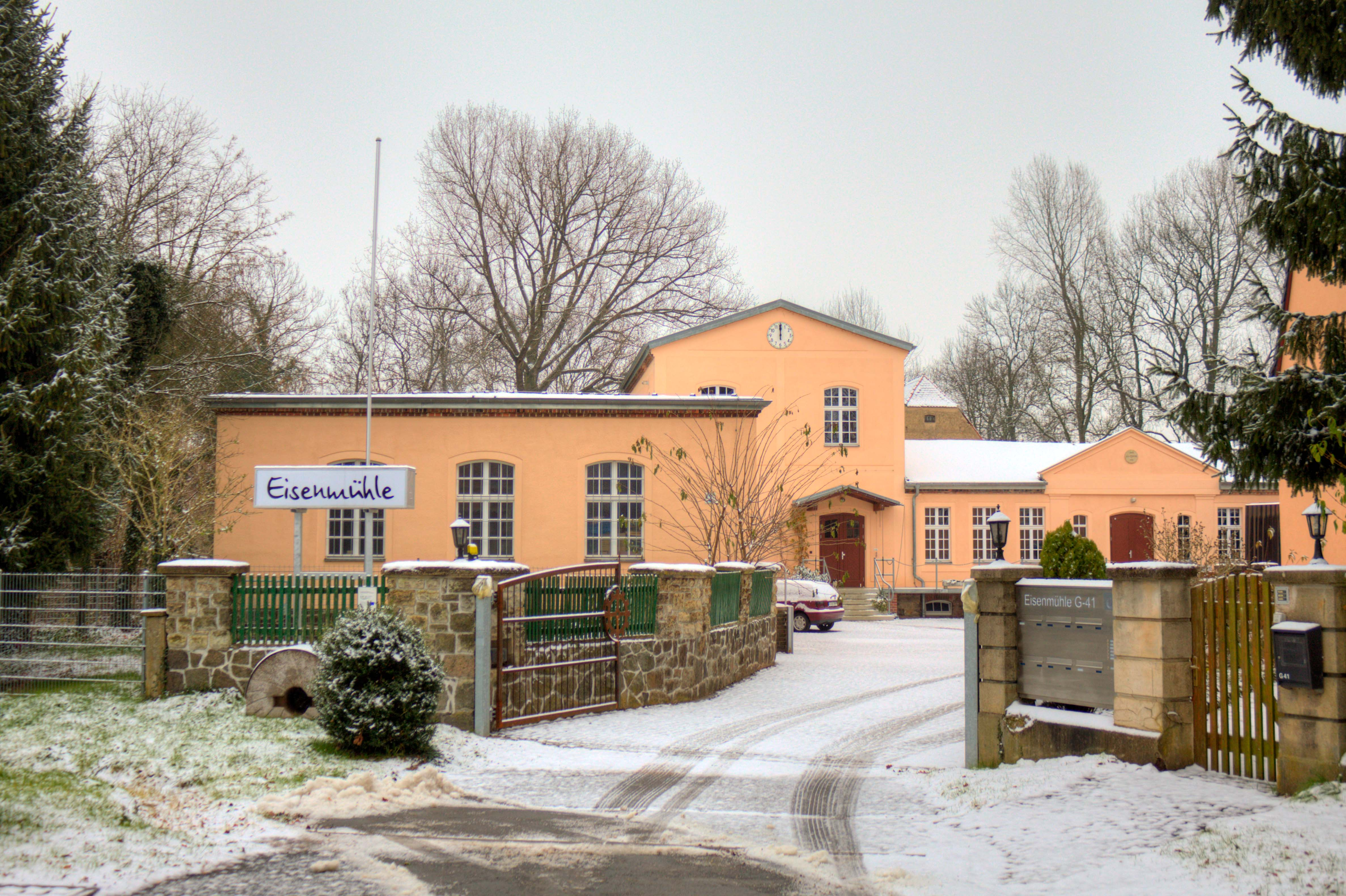
Eisenmühle in Oderwitz

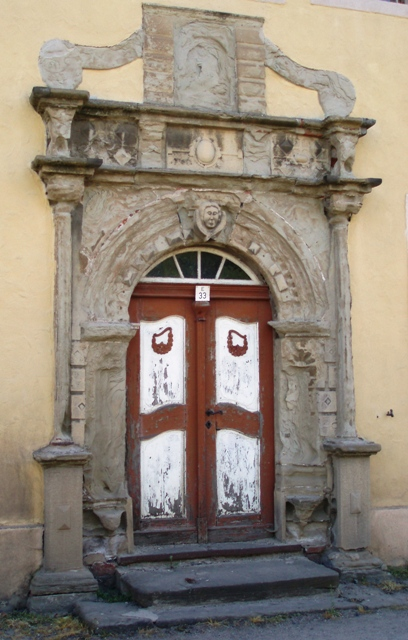
Portal des einstigen Herrenhauses in Greitschütz

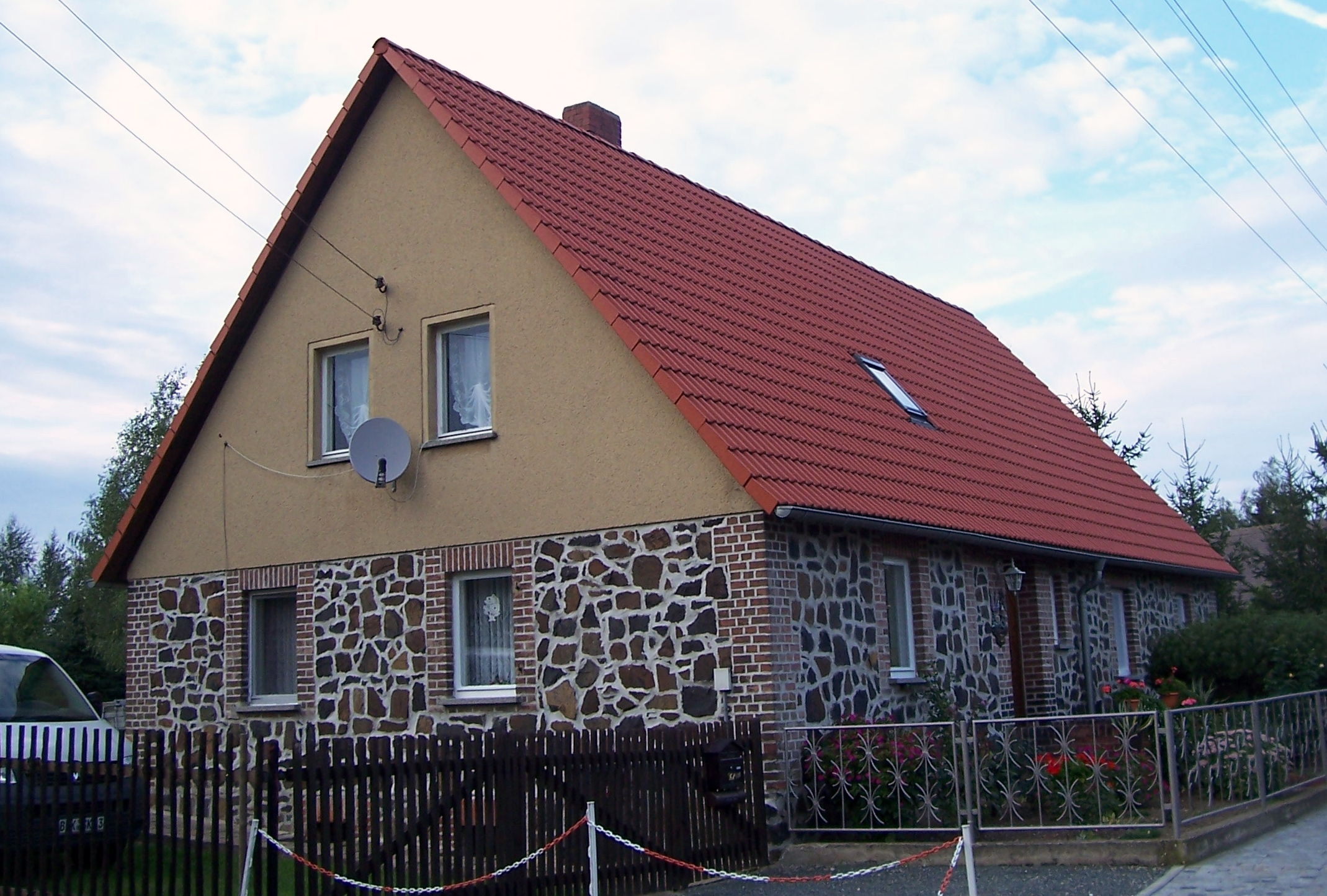
Feldsteinhaus im Ortsteil Trautzschen

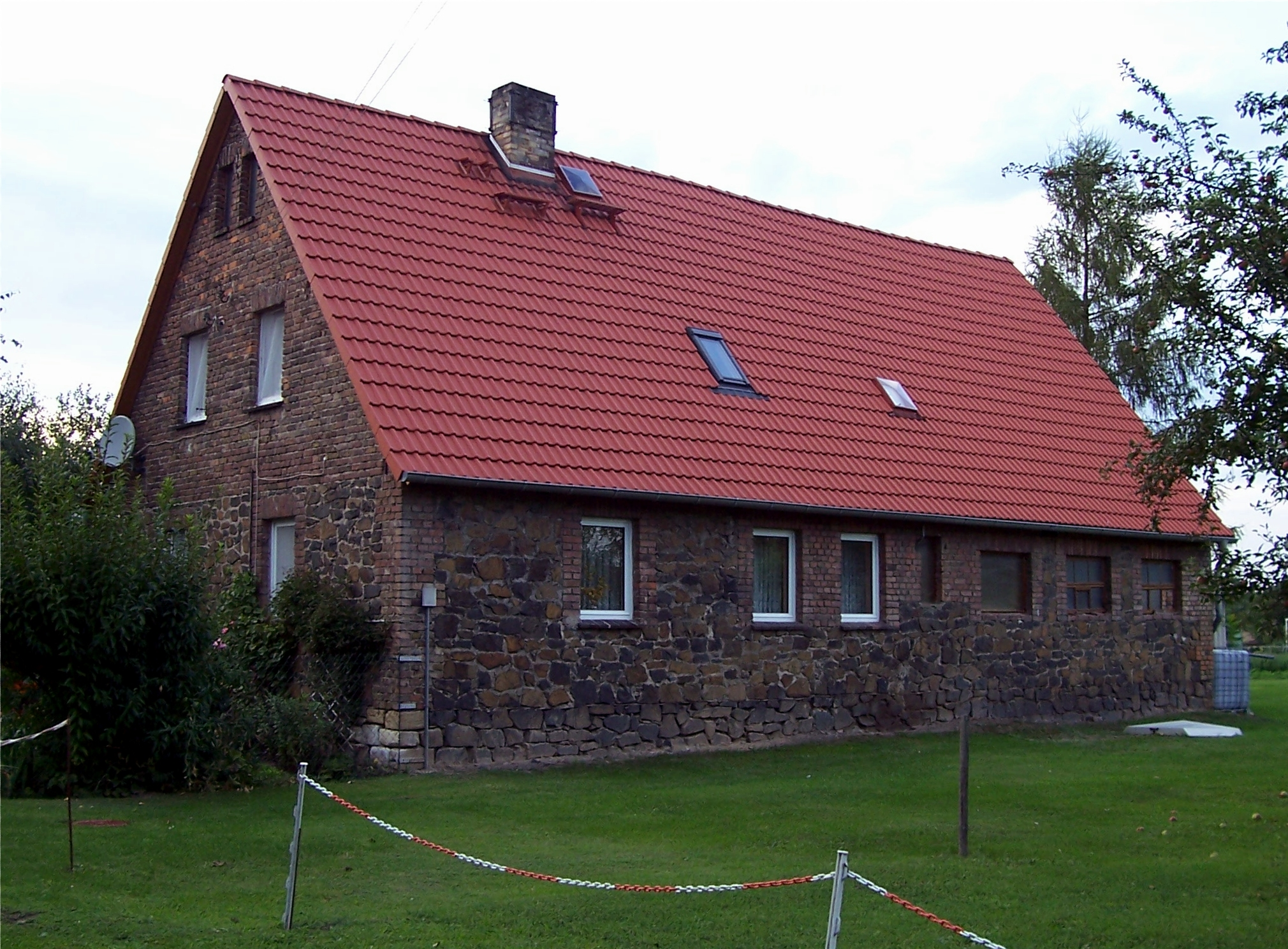
Ein weiteres Feldsteinhaus im Ortsteil Trautzschen

- siehe auch: Liste der Kulturdenkmale in Elstertrebnitz

### Bauwerke
Die St.-Martins-Kirche befindet sich im Ortsteil Elstertrebnitz. Die Marienkapelle wurde im Jahre 1290 erstmals in den Quellen zu Elstertrebnitz genannt. Der Künstler Nikolaus Eisenberg gestaltete 1460 die kunstvoll mit Glockenritzzeichnungen verzierte Kirchenglocke für die romanische Kirche – diese Glocke bewahrte 1917 ein Landesdenkmalpfleger vor dem Einschmelzen, sie ist im Kunstgewerbemuseum Dresden zu sehen. Im selben Jahr wurde die Kirche nach dem Heiligen Martin benannt. Der Turm, dessen Baubeginn 1483 war, wurde 1745 im Inneren herausgebrochen, um eine Orgel einzusetzen. Nach dem völligen Abbruch 1840 und dem Neubau der Elstertrebnitzer Kirche erfolgte die Weihe am 6. Februar 1842. Nach einem Brand in den 1980er Jahren konnte die Kirche als Gotteshaus nicht mehr benutzt werden. Im Jahr 1999 wurde die denkmalgeschützte Kreutzbach-Orgel von 1841 aus der St.-Martins-Kirche in die Auenkirche in Markkleeberg überführt und konnte somit vor dem Verfall gerettet werden. Das Kirchgebäude wurde im Jahr 2000 verkauft und schrittweise saniert, 2018 erneut verkauft und ist nun als Kulturkirche Sachsen für Veranstaltungen buchbar.
Die Kreuzkirche von Trautzschen wurde erstmals als Trautzschner Kapelle um 1235 erwähnt. Zu diesem Zeitpunkt wurde sie vom Zeitzer Bischof Engelhard von der Mutterkirche Profen getrennt und dem Ritter Arnold von Druzin übertragen. Eine Glocke wurde 1465 von Hans von Draschwitz gespendet. 1475 ließ Johann von Draschwitz die Dorfkirche im gotischen Stil neu errichten. Die Trautzschner Kirche erhielt 1540 den Status einer Pfarrkirche. Anfang des 17. Jahrhunderts wurde eine farbig gefasste Holzdecke mit dem Wappen David von Dörings eingebaut. Im Jahre 1745 wurde durch einen Brand das Trautzschner Kirchenarchiv vernichtet, im selben Jahr erhielt die Kirche einen hohen Kanzelaltar. Nach einem Umbau 1775 wurde eine neue Orgel eingebaut. Bereits 1843 erhielt sie ebenfalls eine Kreutzbach-Orgel. Ende des 18. Jahrhunderts wurden Briefe aus dem Pfarramt Trautzschen mit einer grün-weiß geprägten Siegelmarke versehen. Die Kirche wurde seit den 1980er Jahren nicht mehr benutzt. 2018 wurden Dach und Dachstuhl umfangreich saniert und die Kirche so vorm Einsturz gerettet. 2021 wurde der Innenraum durch weitere Baumaßnahmen wieder nutzbar gemacht. Im Oktober 2021 fand nach Jahrzehnten wieder der erste Gottesdienst in der Kirche statt. Bemerkenswert ist das Sandsteinwandgrab des Burgold Puster, der 1567 verstarb.
Die Lutherkirche Elstertrebnitz im Ortsteil Costewitz wurde gegen Ende des 12. Jahrhunderts als kleine Kapelle gegründet. Bereits 1467 erhielt sie ihr heutiges Aussehen als frühgotische Kirche mit barocker Ausstattung. Um 1525 wurde ein kleiner Flügelaltar eingebaut. Den Status einer Parochialkirche erhielt die Costewitzer Kirche 1560. Der Plünderung durch die kaiserlichen Truppen im Jahre 1632 während des Dreißigjährigen Krieges fielen Kirche und Dorf (Costewitz) zum Opfer, dabei kamen eine silberne vergoldete Weinkanne und eine Hostienschachtel abhanden. 1695 wurden der Kirche silberne Altargeräte und theologische Bücher geschenkt. Eine gebrauchte Orgel aus Kayna kaufte die Kirchgemeinde 1732. Es folgten Baumaßnahmen wie die Renovierung des Turmes 1786 und die Verlängerung des Kirchenschiffes 1801. 1836 wurde der Kirche eine Kreuzbach-Orgel vom Oderwitzer Mühlenbesitzer gestiftet. Die aus Apolda stammenden Glocken wurden 1870 eingebaut. Die Costewitzer Lutherkirche Elstertrebnitz gehört heute zum Kirchspiel Pegau und wird für sonntägliche Gottesdienste genutzt.
Die Eisenmühle im Ortsteil Oderwitz gilt heute als technisches Denkmal. Der Umbau einer ehemaligen Getreidemühle erfolgte 1915. Dabei entstand eine Eisenmühle, die in ihrem Produktionsverfahren einzigartig in Deutschland ist. Zur Herstellung von Eisenpulver wurden 1 m lange, 80 mm breite und 40 mm dicke Eisenstäbe sechs Wochen lang mit Hilfe von Turbinen aneinander gerieben. Das entstandene Eisenpulver wurde für Wunderkerzen, Feuerwerkskörper, Zündkerzen, Magnettafeln, Glühfäden, Fernsehröhren und Medikamente verwendet. Nachdem die Mühle 1960 Volkseigentum geworden war, konnte sie 1990 an die ehemaligen Besitzer zurückgeführt werden. Der Produktionsbetrieb für Eisenpulver wurde 1992 eingestellt. Nach der Übernahme des baufälligen Gebäudes im Spätsommer 2007 durch neue Eigentümer wurde mit der Instandsetzung der Außenhülle begonnen und das Wasserkraftwerk zur Erzeugung von regenerativer Energie umfunktioniert.
Im Westflügel des Gebäudes ist ein Museum für selbstspielende mechanische Musikinstrumente untergebracht.  Dort befindet sich auch das Doppelportrait Bildnis des Musikwissenschaftlers Dr. Werner König des Malers Elmar Worgull aus dem Jahre 1973.
Neben den Rittergütern in den Ortsteilen Elstertrebnitz, Oderwitz (Ersterwähnung 1469), Tannewitz und Trautzschen sei das Rittergut in Costewitz explizit genannt, das um 1850 mit folgenden Worten beschrieben wurde:
„In der schönen dichten Dörferreihe, welche sich von Pegau südwestwärts hinaufzieht und die überall einen Segen beurkundet, wie er selten wieder eine ganze Gegend beglücken wird, liegt 1¾ Stunden von der Stadt Pegau das Dörfchen Kostewitz oder Costowitz mit seinen 172 Einwohnern. Ebenso angenehm und schön wie das ganze Dörfchen ist auch das Rittergut dieses Ortes gelegen mit seinen schönen Gärten, Feldern und Wiesen. Die Gebäude des Gutes heben den Anblick des Ortes durch ihre geschmackvolle Anlage und Schönheit im Innern. Das Rittergut selbst wurde sonst der Zeiselhof genannt“.
Das Gut Oderwitz besaß ab 1880 eine eigene Brauerei.
Ein weiteres Zeugnis herrschaftlichen Baustils ist das ehemalige barocke Herrenhaus im Ortsteil Greitschütz, das um 1580 erbaut wurde und heute mit seinem Renaissanceportal aufwarten kann.
Die Feldsteinhäuser zeigen neben Fachwerk- und Gebindehäusern einen weiteren altertümlichen Baustil in Elstertrebnitz. Bei der Bauweise wurden die Häuser komplett aus Feldsteinen erbaut, die durch Lehmverfugung zusammengehalten werden.
An der alten Fernverkehrsstraße 2 (F 2), von Elstertrebnitz in Richtung Beersdorf, kennzeichnen ein königlich-sächsischer Grenzübergangsstein und ein königlich-preußischer Halbmeilenstein (große Glocke) die ehemalige Grenze zwischen dem Königreich Sachsen und dem Königreich Preußen ab 1815, heute Bundesländergrenze zwischen Sachsen und Sachsen-Anhalt.

### Grünflächen und Naherholung
Sehenswert ist auch die Tagebaulandschaft, die sich im Nordwesten der Gemeinde befindet. Auf dem rekultivierten Abraumgelände wurde der ehemalige Floßgraben neu angelegt. Ebenso findet man hier einen Aussichtspunkt und die Gedenkstätte für den 1965–66 abgerissenen Ort Stöntzsch.
Die Gemeinde Elstertrebnitz nahm 2007/2008 am 7. sächsischen Landeswettbewerb „Unser Dorf hat Zukunft“ teil und belegte den 2. Platz. Seit April 2008 gibt es konkrete Pläne einer Rekultivierung der Tagebaulandschaft rund um Elstertrebnitz. Es wird an einem Konzept gearbeitet, bei dem neue Landwirtschafts- und Seenflächen entstehen.

### Sport und Tourismus
- Elstertrebnitz liegt am Elsterradweg
- Elstertrebnitz liegt am Schnittpunkt des Regionalreitweges,[40] der von Elstertrebnitz nach Groitzsch (Ortsteil Kleinprießligk) führt und dem Fernreitweg,[41] der an der Elster und am Zwenkauer See entlang verläuft.
- Die Fußballmannschaft Traktor Elstertrebnitz war die erste Traktormannschaft der DDR.
- Zu DDR-Zeiten trainierte Günter Möse (Olympiasieger der Senioren im Gewichtheben 2003 in Melbourne und Weltrekordler im Reißen mit 90,5 kg) die Elstertrebnitzer Jugend erfolgreich für Kreismeisterschaften im Gewichtheben.
- Heute spielen die Mitglieder des Sportvereins SV Elstertrebnitz e. V.[42] in den Disziplinen Kegeln, Fußball und Volleyball.
- Angelsportverein Elstertrebnitz e. V.

### Regelmäßige Veranstaltungen
Der Gasthof Greitschütz veranstaltet regelmäßig Konzerte und Feste.

## Wirtschaft und Infrastruktur

### Verkehr

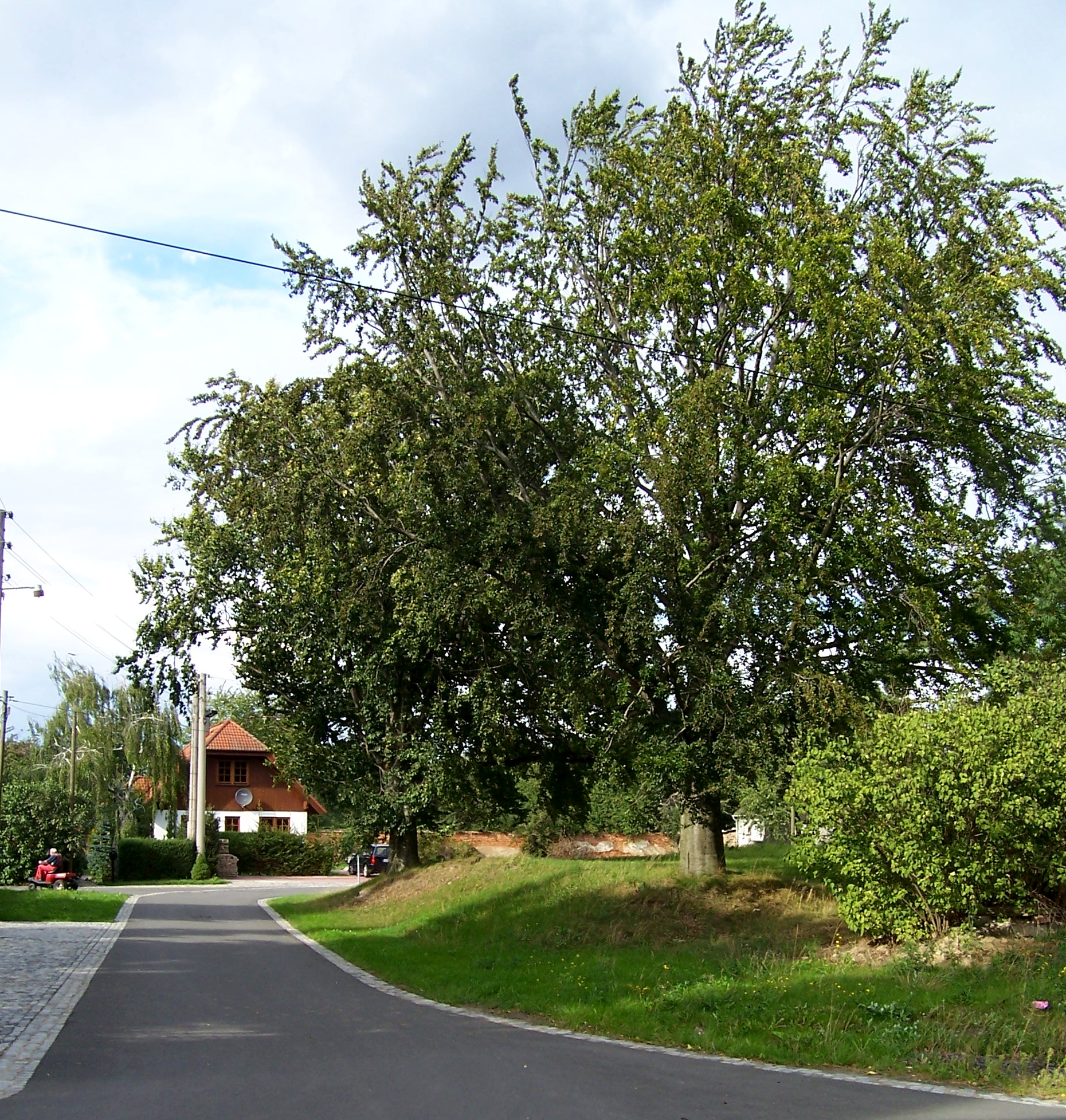
Ortsansicht Trautzschen

Elstertrebnitz unterhält ein umfangreiches Straßen- und Wegenetz, das eine Gesamtfläche von 36 ha einnimmt. Die Dorfstraße allein ist 7 km lang, damit gehört Elstertrebnitz zu den längsten Straßendörfern Sachsens; hinzu kommen Straßen und Wege, die durch die MIBRAG verwaltet werden. Die Bundesstraße 2 führt östlich an Elstertrebnitz vorbei. Sie ist mit ca. 1000 km die längste und eine der ältesten Bundesstraßen Deutschlands. Zwischen Gera und Leipzig folgte sie dem Verlauf der historischen „Reichsstraße“ Via Imperii. 1953 wurde die B 2, ehemals westlich von Elstertrebnitz gelegen, verlegt und östlich des Dorfes und der Stadt Pegau vorbeigeführt. Der Grund für die Umführung lag in der Devastierung von Teilen der Gemeinde durch den Tagebau Profen.
Bis ins 20. Jahrhundert hinein säumten tiefe Abwassergräben die Straßen von Elstertrebnitz. Diese verschwanden Anfang des 20. Jahrhunderts mit der Einführung von Klärgruben und der Entwässerung in den Mühlgraben. Obwohl einige Rittergüter bereits über eigene Wasserleitungssysteme (Trinkwasser) verfügten, wurde um 1950 die Wasserversorgung durch Elstertrebnitz geführt. Dies wurde notwendig, da das Grundwasser durch das näher rückende Tagebaugebiet stetig sank. Die Gemeinde wurde 1997 in das Gemeindeförderungsprogramm des Freistaates Sachsen aufgenommen. Daher konnten bis ins Jahr 2005/06 die Abwasserentsorgung stückweise ausgebaut und die Straßen erneuert werden.
Elstertrebnitz besitzt vier Brücken, die über den Elstermühlgraben führen und die Gemeinde mit der B 2 verbinden. Diese konnten seit der Wendezeit erneuert werden. Schon einmal, im Jahre 1929 wurde die Trautzschner Brücke abgerissen und durch eine Stahlbetonbrücke ersetzt.
Als eine der ersten Gemeinden der Region erhielt Elstertrebnitz nach der DDR-Zeit Anschluss an die öffentliche Erdgasversorgung. Durch Rekultivierungsarbeiten wurde 1996 der alte Floßgraben, der westlich von Elstertrebnitz liegt, durch die MIBRAG erneuert.
Zwei Buslinien verbinden Montag bis Freitag die Städte Leipzig, Zwenkau, Groitzsch, Pegau und Zeitz mit der Gemeinde Elstertrebnitz. Von sächsischer Seite fährt Regionalbus Leipzig auf der Linie 124 von Zwenkau über Groitzsch und Pegau nach Elstertrebnitz. Der Busverkehr von Zeitz nach Elstertrebnitz wird über die Linie 850 von der PVG Burgenlandkreis betrieben. Die Nähe zum Bahnhof Pegau gewährleistet ferner eine gute Zuganbindung an die Städte Zeitz, Gera und Leipzig, die innerhalb von 30 Minuten Fahrzeit erreichbar sind. Der nächste Flughafen ist Halle-Leipzig.

### Ansässige Unternehmen

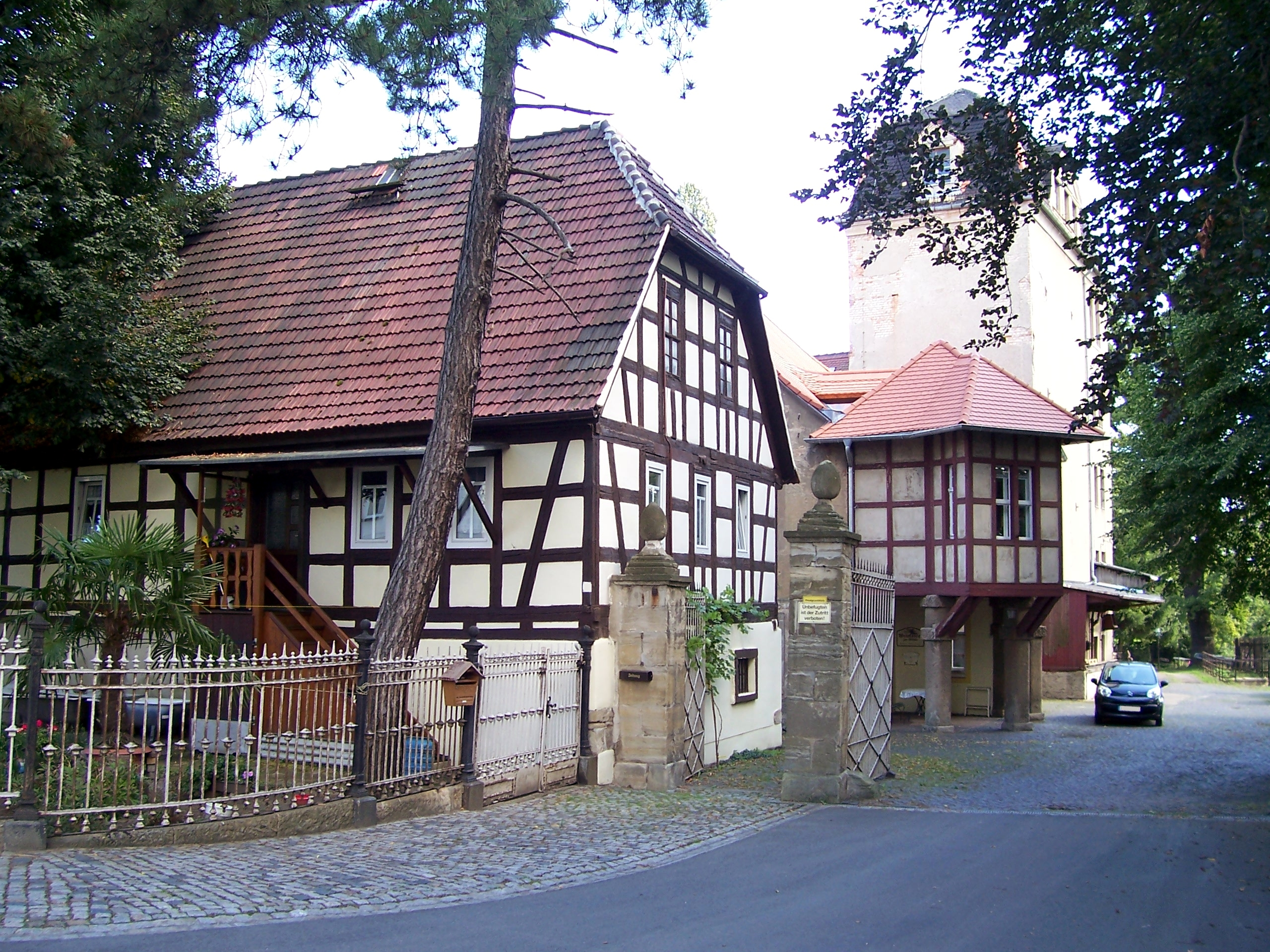
Mühlengebäude im Ortsteil Elstertrebnitz

Bis Anfang des 20. Jahrhunderts existierten vor allem kleinbäuerliche Unternehmen. Das umliegende Handels- und Gewerbewesen konzentrierte sich fast ausschließlich auf diese Berufsgruppe. So konnte man in Elstertrebnitz Schmieden und Stellmachereien finden. Ebenso waren Gasthöfe und Einzelhändler ansässig. Die im Ortsteil Eulau gelegene Ziegelbrennerei erhielt ihren Lehm aus den umliegenden Lehmgruben, die sich mitunter im Auengebiet der Elster befanden. Den größten Umsatz hingegen hatten die Güter, Rittergüter und Mühlen von Elstertrebnitz.
Durch die Verstaatlichung von Grund und Boden durch das DDR-Regime waren nur noch kleinere handwerkliche Betriebe in privater Hand. So konnten sich eher unrentable Geschäftszweige, wie Bäckerei, Friseur und der Einzelhandel (Konsum) halten. Die Besitztümer der Mühlen und Rittergüter wurden in Volkseigene Betriebe (VEB) und Landwirtschaftliche Produktionsgenossenschaften (LPG) umgewandelt. Die Arbeit in den Genossenschaften bestimmte das Leben der Dorfbevölkerung.
Nach der politischen Wende 1989/90 entfaltete sich das Handels- und Gewerbewesen. Heute (Stand: 2006) findet man in Elstertrebnitz größere Unternehmen wie Kohle- und Brennstoffhandel, Schrott- und Wertstoffhandel, Gasthöfe und Pensionen. Daneben existiert eine Vielzahl kleinerer Unternehmen wie Medien- und Tondesignstudios, Elektro-, Maler- und Bauunternehmen, Raumausstatter, Tierarzt, Kfz-Werkstatt, landwirtschaftliche Kleinbetriebe und verschiedene Servicedienstleistungen und Kleingewerbe.
Das zurzeit (Stand: 2015) größte in Elstertrebnitz ansässige Unternehmen ist die Firma Schrott Wetzel mit europaweit rund 200 Mitarbeitern.

### Öffentliche Einrichtungen
Den Bürgern der Gemeinde steht eine öffentliche Bibliothek zur Verfügung.
Im Jahr 1951 wurde im Verwaltungsgebäude der alten Saatgutzüchterei (Ortsteil Trautzschen) der Kindergarten Vorschulerziehung Borna mit maximal 72 Plätzen eingerichtet. Heute (Stand: 2006) heißt der Kindergarten Knirpsenland und ist mit moderner Technik ausgerüstet. Im Ortsteil Eulau wurde im März 1962 in einer ehemaligen Lederbekleidungsfabrik eine Kinderkrippe (Kinderland) mit 52 Betten errichtet. Nach 1990 wurde diese jedoch geschlossen.

### Bildung

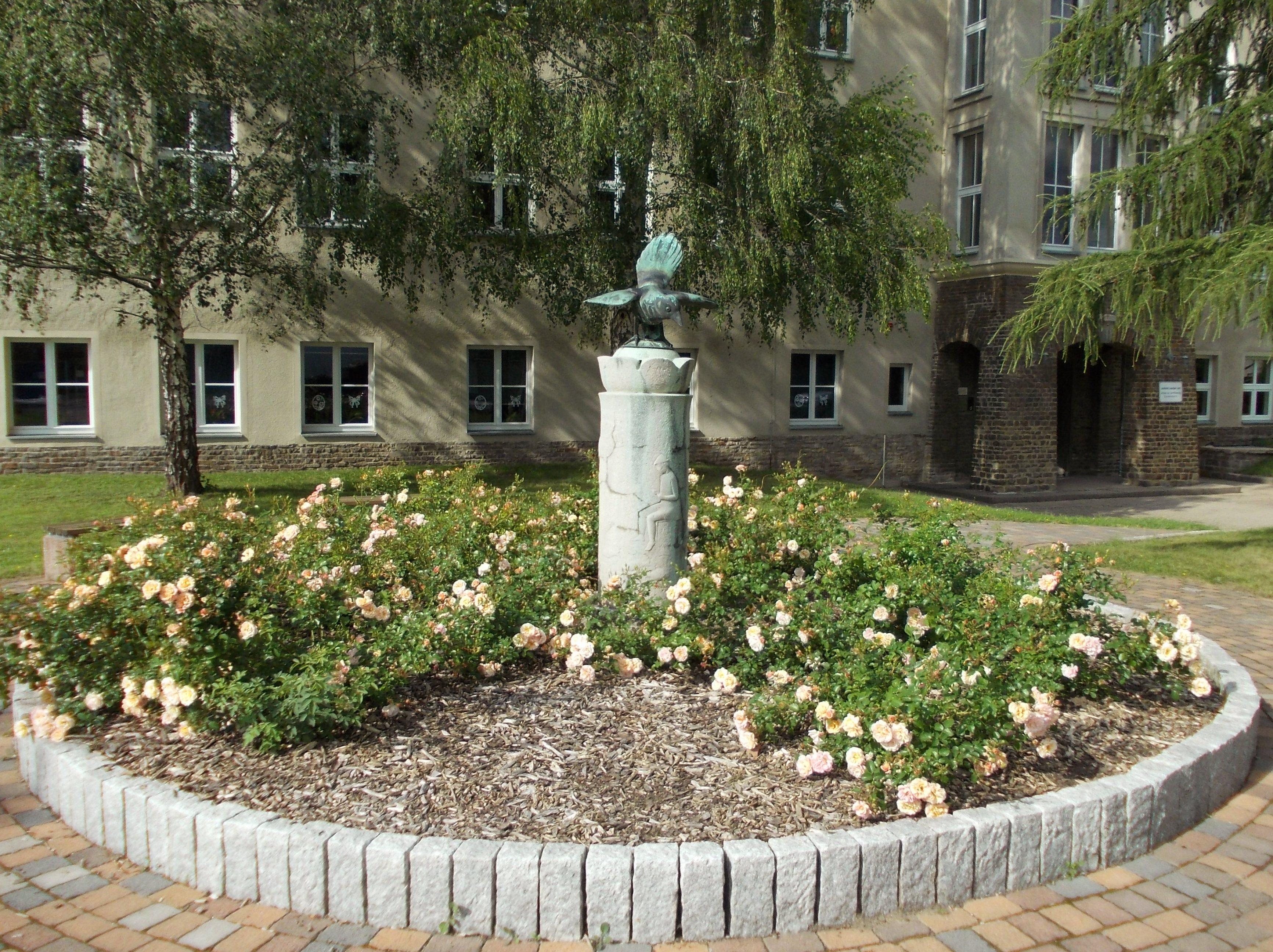
Elster-Skulptur vor der Schule zur Lernförderung

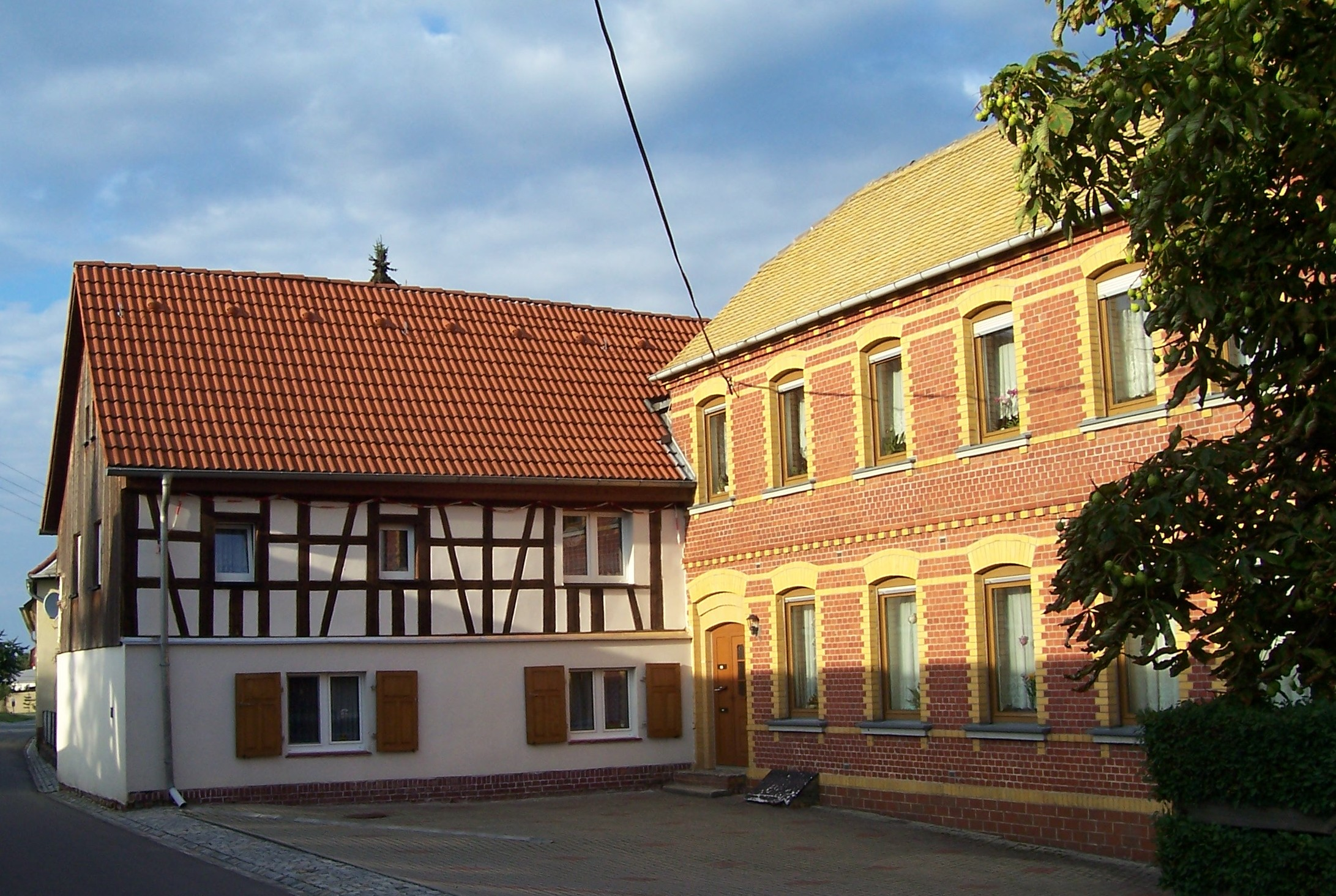
Ehemaliges Schulgebäude im Ortsteil Trautzschen

Schulräume gab es Ende des 16. Jahrhunderts in der Nähe der örtlichen Kirchen. Bereits 1580 wurde in der Küsterei im Ortsteil Costewitz unterrichtet. Ebenfalls dokumentiert ist, dass 1839 in Trautzschen eine Schule mit Lehrerwohnung errichtet wurde, die 1888 ein zweites Klassenzimmer erhalten hat. Bis Anfang des 19. Jahrhunderts musste Schulgeld entrichtet werden, der Preis richtete sich danach, ob die Kinder lesen, schreiben oder sogar rechnen lernen sollten. Nach Erlass des sächsischen Elementarschulgesetzes am 6. Juni 1835 waren die Gemeinden angehalten, die Mittel und den Unterhalt für Schulen und Lehrer aufzubringen. Dies gelang in Elstertrebnitz nicht sofort. Missstände sind noch bis 1904 dokumentiert. Grund dafür waren das Desinteresse der Rittergutsbesitzer, da diese ihre Kinder privat unterrichten ließen.
Nach Ende des Krieges wurde in Elstertrebnitz 1945 notdürftig mit der Schulbildung begonnen. Fast gleichzeitig wurde im Gasthof Greitschütz eine Schul- und Volksspeisung eingerichtet. Am 1. Juni 1954 konnte der Grundstein für ein neues Schulgebäude gelegt werden, das bereits im September des darauf folgenden Jahres eingeweiht wurde. 1965 erhielt die Schule den Namen „Bertolt-Brecht-Schule“; 1969 wurde sie zu einer zehnjährigen Polytechnischen Oberschule erweitert.
Nach 1990 wurde die Schule dem System der Bundesrepublik Deutschland angeglichen. In den Folgejahren, auch bedingt durch die demographische Entwicklung, wurde sie in eine Grundschule in Kombination mit einer Schule zur Lernförderung umgewandelt. Heute (Stand: 2006) beherbergt das Gebäude ausschließlich die Schule zur Lernförderung. Die Kinder der Schule errangen im Jahre 2003 den ersten Platz des Jugend-Umweltpreises 2003.

## Persönlichkeiten

### Geboren in Elstertrebnitz
- Heinrich Wilhelm von Huth (1717–1806), dänischer General und Ritter des Elefanten-Ordens
- Karl-Heinz Bringer (1908–1999), Ingenieur und Raketenspezialist
- Herbert Steinmetz (1908–1986), Schauspieler
- Werner Kamenik (1910–1993), eigentlich Gustav Werner Steinmetz, Schauspieler

### Gelebt in Elstertrebnitz
- Johannes Hohlfeld (1888–1950), Genealoge und Historiker

### Mit Elstertrebnitz verbunden
- Johannes Schader (1589–1633), Erb- und Gerichtsherr durch zeitweisen Besitz des Ritterguts Elstertrebnitz mit den dazugehörigen Dörfern Elstertrebnitz und Eula

## Sonstiges
- Die Ortschaft Elstertrebnitz findet Erwähnung im „Deutschen Rechtswörterbuch“ zur Erläuterung des Wortes Hundekorn.[44][45]